# British Museum
A londoni British Museum egyike a világ legnagyobb, az emberi történelemmel és kultúrával foglalkozó múzeumainak. Gyűjteményei a kezdetektől a jelenkorig mutatják be az emberi kultúra történetét.
A British Museumot 1753-ban alapították, nagyrészt Sir Hans Sloane orvos és tudós gyűjteményére támaszkodva. A múzeum először 1759. január 15-én nyitotta meg kapuit a közönségnek a bloomsbury-i Montague House-ban, a mai múzeumépület helyén. A gyűjtemény a következő két és fél évszázad során nagyrészt a brit gyarmatosítás révén gazdagodott. A gyarapodás évtizedei során több jelentős intézménye is önállósodott, mint a londoni, természettudományi irányú Natural History Museum 1881-ben vagy a British Library 1973-ban.
Globális örökségének ingyenes közzétételével a British Múzeum mindig is a világ első számú múzeumaként tekintett magára. Gyűjteményében megtalálhatók a világ leghíresebb archeológiai leletei, például a világ legrégibb üvege Egyiptomból (i. e. 1460), a páratlan múmiagyűjtemény, a világ legnagyobb ékírásos gyűjteménye, vagy a Lükurgosz-kehely, amely a nanotechnológia előfutárának tekinthető.
A gyűjtemények számos ismert darabjának, mint például az Elgin-márványoknak illetve a rosette-i kőnek a tulajdonjoga vitatott, származási országaik visszakövetelik azokat.
2013-ban a múzeum rekordszámú, 6,7 millió látogatót fogadott, 20%-kal többet, mint az előző évben. Mint az Egyesült Királyság minden más állami múzeumában és művészeti galériájában, a belépés díjtalan (jóllehet egyes időszakos kiállításoknak van belépődíja).

## Története
A British Múzeum alapjait 1753-ban egy londoni orvos, Sir Hans Sloane (1660-1753) fektette le végrendeletében. 71 ezer darabból álló gyűjteményét, benne 40 ezer kötetes könyvtárát II. György brit királyra hagyta s örököseinek 20 ezer fontot (mai áron 2 millió fontot) kért cserébe. 1753. június 7-én a parlament jóváhagyásával törvénybe iktatták a British Múzeum létrejöttét. Ugyanez a törvény a Sloane-féle könyvtárhoz csatolt még két gyűjteményt, Sir Robert Cotton I. Erzsébet angol királynő korából származó könyvtárát, valamint Oxford grófjainak könyvgyűjteményét. 1757-ben még a régi királyi könyvtárat is ehhez csatolták, így jött létre ebből a négy elemből a mai British Library Királyi Kéziratok nevű gyűjteménye, ami a legféltettebb angol ritkaságokat őrzi, mint amilyen a Beowulf egyetlen fennmaradt, i. sz. 1000 körül készült kézirata.
A múzeum kurátorai megvásárolták a 17. századi Montagu House nevű palotát London Bloomsbury negyedében és átalakították azt a múzeum céljaira. A British a világon első nemzeti, általános hozzáférésű, általános gyűjtési irányú múzeum és nemzeti könyvtár lett.
1756-ban az első múmia és koporsó kiállítása idején egy könyvtáros, hat kurátor, egy portás, egy küldönc, két teremőr és négy segítő tartozott a személyzethez.

### 1759–1875
Az első kiállítások és a könyvtár olvasóterme 1759. január 15-én nyíltak meg a nagyközönség számára, ingyenesen. Ekkoriban a gyűjtemény legnagyobb részét a könyvek tették ki. 1763-ban a kurátorok felkérték Daniel Solandert, Carl von Linné tanítványát a természettudományi gyűjtemény rendezésére Linné rendszere alapján. 1823-ban IV. György brit király a múzeumnak adományozta apja, III. György brit király könyvtárát, a felvilágosodás korának egyik legnagyobb könyvgyűjteményét, majd a parlament arról döntött, hogy a könyvtárnak meg kell kapnia az országban kiadott minden könyv egy példányát (kötelespéldány), ezzel biztosítva az állomány folyamatos növekedését. Fokozatosan divattá vált a nagy műgyűjtők, arisztokraták körében a múzeumra hagyományozni saját kollekcióikat. A múzeum vásárolt is, 1772-ben 8410 fontért megszerezte Sir William Hamilton görög kerámiáit, ezzel a könyvek túlsúlya a múzeumban csökkenni kezdett.

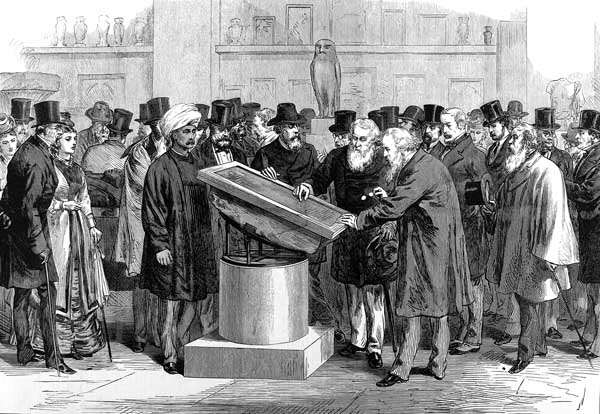
A rosette-i kő a British kiállításán 1874-ben
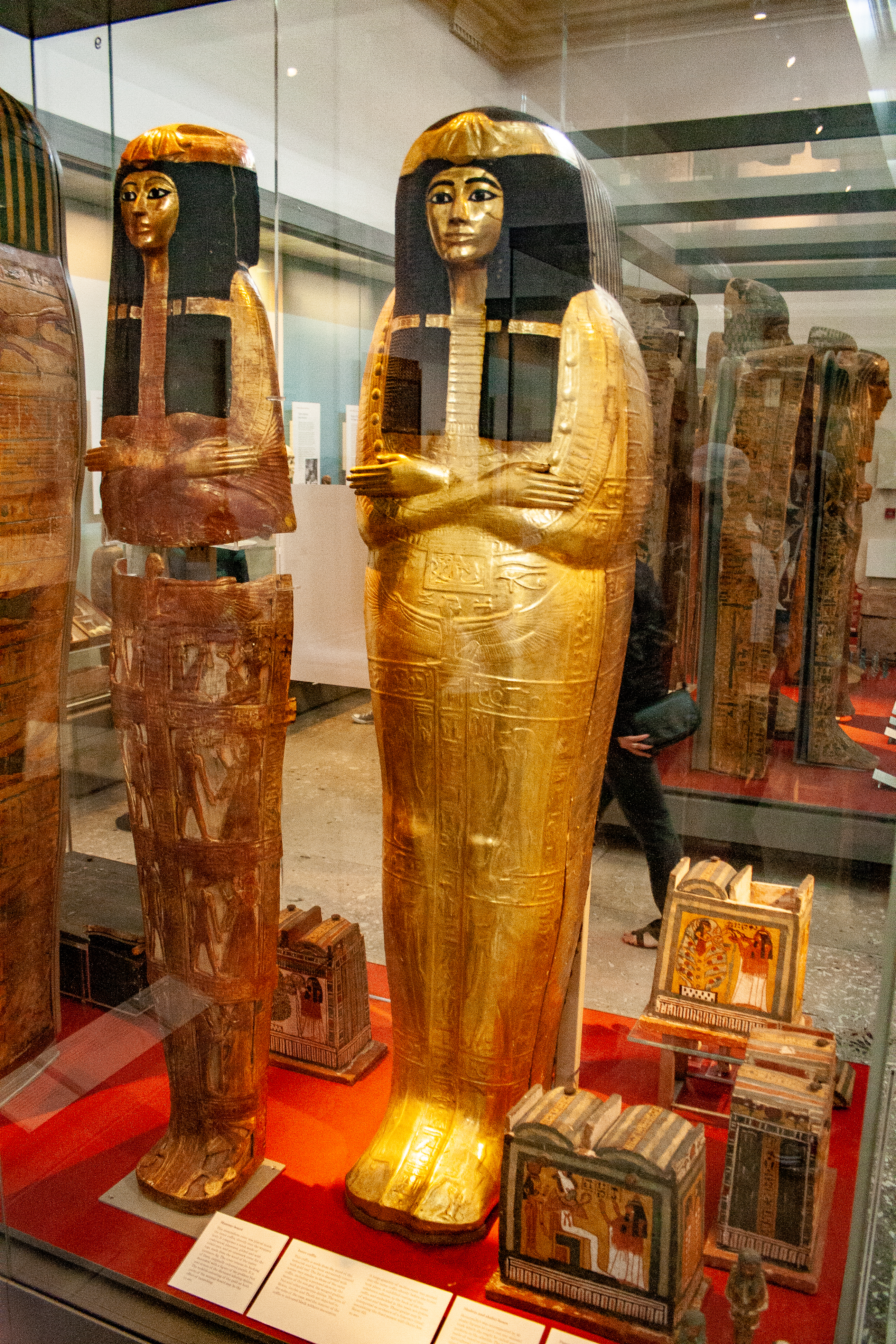
Óegyiptomi szarkofágok a múzeumban
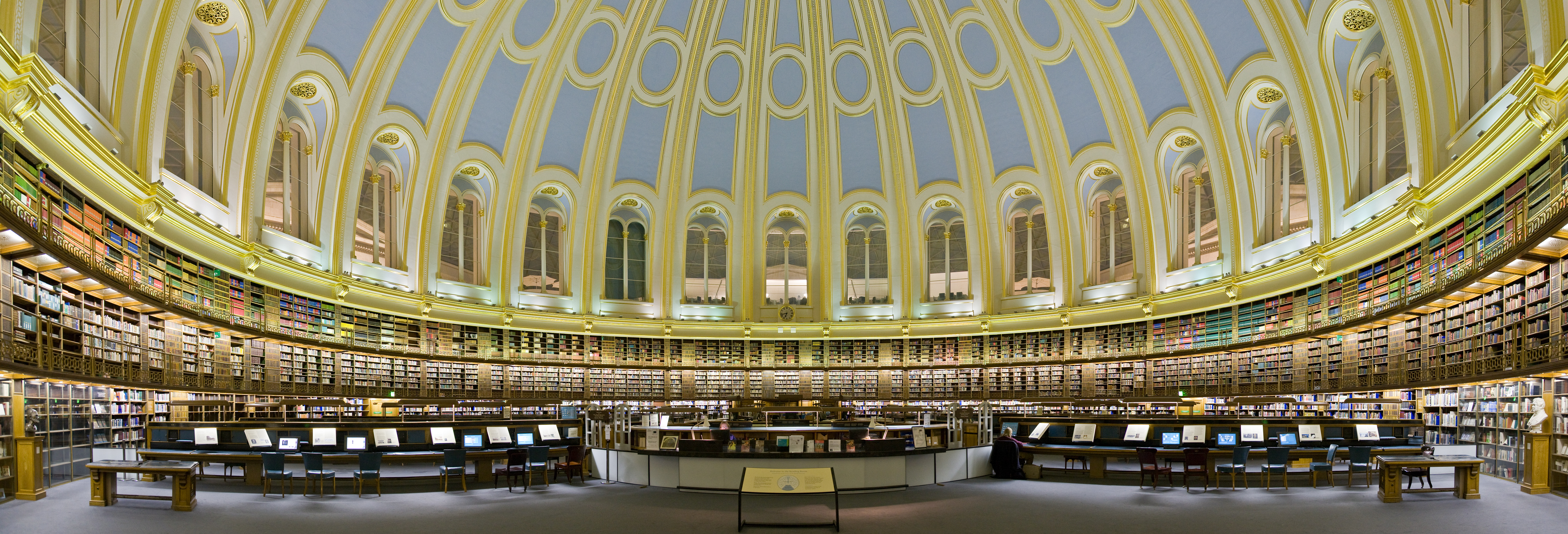
A British Museum olvasóterme

1778-ban a múzeumba került a James Cook által a földkörüli útján gyűjtött kollekció, ami nagy érdeklődést váltott ki a nagyközönségben. 1800-ban Clayton Mordaunt Cracherode hagyományozta a múzeumra hatalmas könyv-, érem- és rajzgyűjteményét, ami tovább emelte az intézmény tekintélyét, de a nagy mennyiségű tárgy elhelyezése és bemutatása egyre problematikusabbá vált.
Az ókori tárgyak gyűjteménye az alapítás után először William Hamilton nápolyi brit nagykövet görög és római antikvitásainak megvásárlásával gyarapodott jelentősen. Az 1801-es nílusi csatában aratott brit győzelem után a múzeum rengeteg egyiptomi tárgyhoz jutott, a rosette-i kő 1802-ben III. György brit király adománya volt. Henry Salt egyiptológus, kairói főkonzul adományai és eladásai, különösen II. Ramszesz fáraó kolosszális mellszobra alapozták meg a British egyiptológiai részlegét. Sok görög és római szobor is érkezett, például Charles Towneley kollekciója 1805-ben. A következő években Thomas Bruce, Elgin grófja, korábbi isztambuli brit nagykövet szállíttatta az Elgin-márványokat az athéni Akropoliszról Londonba. Az ókori Közel-Kelet gyűjteményét 1825-ben alapozta meg a múzeum Claudius James Rich asszír és babiloni régiségekből álló hagyatékának megvásárlásával.
Már 1802-ben létrehoztak egy bizottságot az épület bővítésére. A fejlesztés szükségességét tovább hangsúlyozta 1823-ban III. György személyes királyi könyvtárának, azaz 65 000 kötetnek, 19 000 röpiratnak, és rengeteg topográfiai térképnek a felajánlása a könyvtár számára.
A bővítés terveit Robert Smirke neoklasszicista építész dolgozta ki főleg a királyi könyvtár és egy képgaléria számára. A régi Montagu House-t elbontották és 1823-megkezdték egy új keleti szárny építését, ami 1831-ben fejeződött be. A Királyi Könyvtár galériája 1827-ben készült el. (Ez a részleg jelenleg a British Library része. A nagyközönség előtt csak 1857-ben nyitották meg, de 1951-ben, a londoni kristálypalotában rendezett első világkiállítás alkalmával speciális bemutatókat tartottak.) A mai épületegyüttes fő tömegét alkotó neoklasszicista építmények létrehozása hosszú időre hatalmas építési területté változtatta a múzeumot. Időközben azonban, 1824-ben létrehozták a brit Nemzeti Galériát, így a képtár számára tervezett helyet a természettudományi gyűjtemény kapta meg.
A British Museum első katalógusát, amiben leírták gyűjtemény tartalmát, a kiállított tárgyakat termenként, 1808-ban adták ki, majd ezt néhány évente frissítették.
1840-ben került sor a múzeum első külföldi gyűjtőexpedíciójára, amikor is bekapcsolódott Charles Fellows régész anatóliai ásatásaiba Xanthosz környékén. Innen jutott a British a lükiai királysírok kincseihez, köztük a Nereida mauzóleum köveihez és Payava szarkofágjához. 1857-ben Charles Thomas Newton, a British archeológusa fedezte fel a halikarnasszoszi mauzóleum, az ókori világ hét csodája egyikének maradványait, és szállíttatta azok nagy részét a múzeumba. Az 1840-es és 1850-es években a múzeum számos más közel-keleti ásatást támogatott és jutott azokból jelentős értékekhez. Különös jelentősége volt Asszurbanipál ékírásos könyvtára felfedezésének.
Sir Thomas Grenville brit politikus és könyvbarát (1755–1846), aki a British Museum kuratóriumának tagja volt 1830-tól, a múzeumra hagyta 20 240 kötetet számláló könyvtárát, amit 1847 januárjában 21 lovasfogat szállított a könyvtárba.
Az épületegyüttes előterének megnyitásával 1852-ben befejeződött Robert Smirke 1823-as tervének megvalósítása, de addigra már további kiigazítások váltak szükségessé a gyűjtemények növekedése miatt. Galériák épültek az asszír szobrok számára és 1857-ben megnyílt a Sydney Smirke építész által tervezett köralakú olvasóterem, amiben egymillió kötet számára volt hely.
Az építkezésekkel nagyjából egy időben tevékenykedett a múzeumban a „második alapítónak” is tekintett olasz könyvtáros, Anthony Panizzi. Az ő felügyelete alatt a könyvtár, a ma már önálló British Library megötszörözte állományát és jól szervezett könyvtárrá vált, ami méltó lett a nemzeti könyvtár elnevezésre. Méretében a világon a második legnagyobb lett a Francia Nemzeti Könyvtár után. Panizzi javaslatára lett kör alakú az olvasóterem.
A 19. század közepéig a múzeum gyűjteményei témakör szerint elég korlátozottak voltak. 1851-ben nevezték ki a gyűjtemények élére Augustus Wollaston Franks-et, aki jelentősen kiterjesztette a gyűjtőmunkát. Elkezdték a brit és európai középkori régiségek beszerzését, nyitottak az őstörténet és az ázsiai térség irányába, valamint változatosabbá tették a néprajzi kollekcióikat. Nagy eredmény volt, amikor megszerezték – a franciák tiltakozása ellenére – Lajos blacas-i herceg, Londonban született francia főnemes hatalmas antikvitás-gyűjteményét. Folytatták a külföldi ásatásokat, John Turtle Wood felfedezte az epheszoszi Artemisz-templom maradványait, az ókori világ hét csodájának egy további darabját.

### 1875–1900

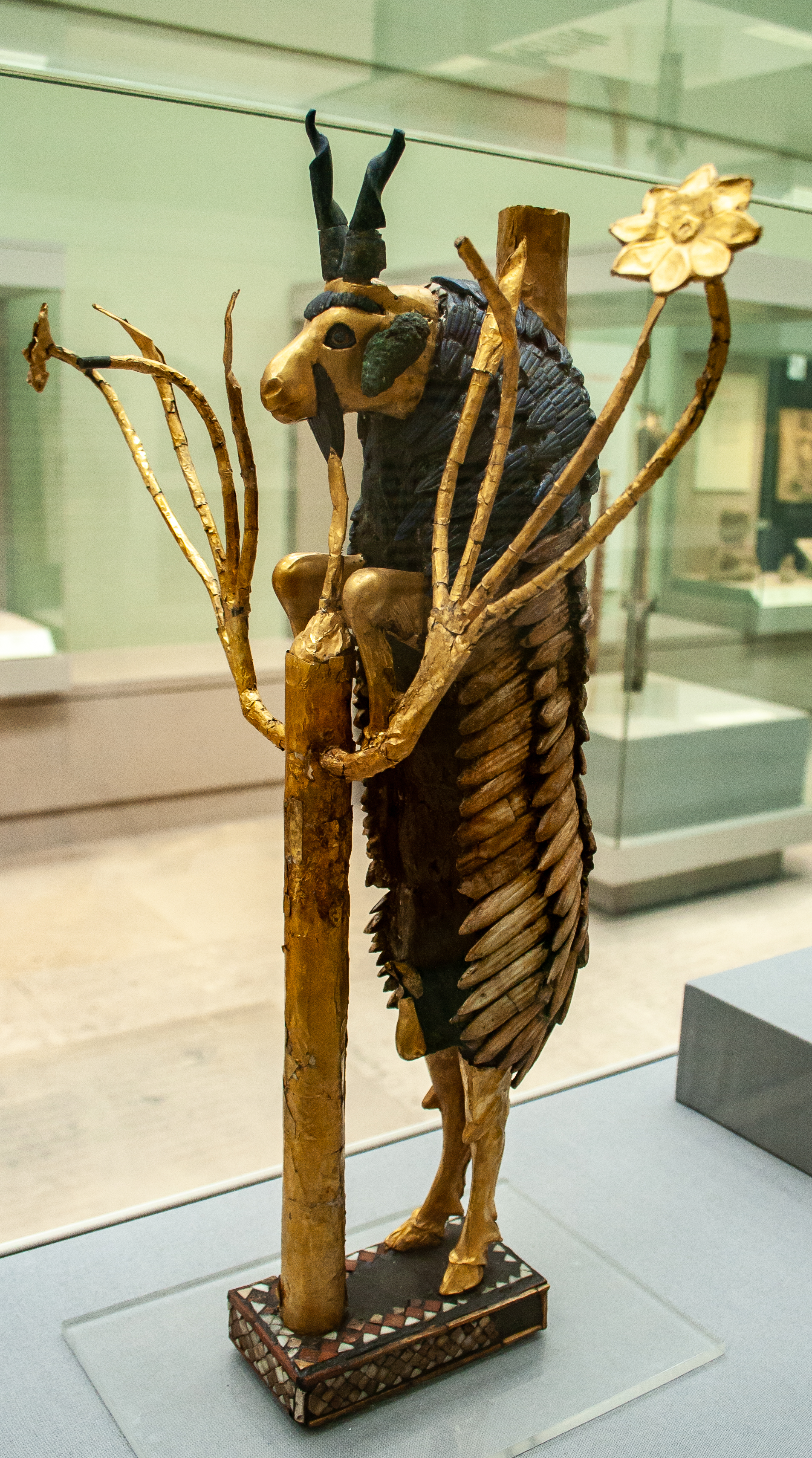
Kecskebak szobra, sírmelléklet Ur városából (i. e. 2500 körül)

A természettudományi részleg a múzeum integráns része volt egészen annak önállósodásáig 1887-ben Natural History Museum néven. A részleg távozása és a White Wing nevű új épületszárny 1884-es elkészülte után a régiségek és a néprajz gyűjteményei, valamint a könyvtár jobb elhelyezést kaphattak. Ekkoriban vezették be az elektromos világítást is az épületbe.
William Burges, a kor neves brit építésze 1881-ben hagyta a múzeumra jelentős fegyvergyűjteményét. 1882-ben a British részt vett az Egypt Exploration Fund nevű alapítvány létrehozásában, ami régészeti kutatásokat folytatott Egyiptomban. 1892-től Miss Emma Turner hagyatéka finanszírozott ciprusi ásatásokat. 1897-ben Augustus Wollaston Franks, a múzeum kurátora hagyta a múzeumra sokezer darabos személyes gyűjteményét, többek között 3300 gyűrűt, 153 ivóedényt, 1500 japán necuke alkotást, 850 inró dobozt, több mint 30 000 ex librist és rengeteg más tárgyat, köztük az oxusi kincsleletet.
1898-ban Ferdinand James von Rothschild báró hagyta a múzeumra az úgynevezett Waddesdon hagyatékot, a waddesdoni kastélyának dohányzójában elhelyezett mintegy 300 értékes dísztárgyat, köztük a Szent Tövis ereklyetartót, ami valószínűleg az 1390-es években készült Párizsban Jean de Berry számára. Ez a kollekció a reneszánsz uralkodók kincstárának mintájára jött létre. Rotschild báró végakarata csak akkor és addig volt érvényes, amíg gyűjteményét külön erre célra szolgáló teremben mutatja be múzeum. Ennek megfelelően 21. században is a Waddesdon Bequest Room a gyűjtemény otthona.

### Új évszázad, új épület (1900–1925)
A 19. század végére a kiállítóhely teljesen megtelt. A kuratórium 1895-ben megvásárolta a környező 69 házat annak érdekében, hogy majd azokat lebontva lehessen bővíteni a múzeumot. Az északi szárnyat 1906 és 1914 között építették fel.
Közben tovább folyt a gyűjtőmunka. Torday Emil Közép-Afrikában, Stein Aurél Közép-Ázsiában, David George Hogarth, Leonard Woolley and Thomas Edward Lawrence Karkemis területén kutatott, ásatott a British megbízásából. John Pierpont Morgan amerikai bankár és műgyűjtő is ebben az időszakban adományozott számos tárgyat a múzeumnak, köztük William Greenwell brit régész őstörténeti gyűjteményét, amit 1908-ban vásárolt meg tőle 10 000 fontért. Morgan ugyancsak megszerezte John Evans régész érmegyűjteményét, amit aztán 1915-ben Morgan fia adott el a múzeumnak. 1918-ban bombázásoktól tartva a gyűjtemény egy részét kitelepítették vidékre. Visszatérve a tárgyak egy részét sérültnek találták. Ekkor, 1920-ban hozták létre a restauráló laboratóriumot, ami aztán 1931-től a múzeum állandó része lett. Az 1923. évben a múzeum látogatóinak száma már meghaladta az egy milliót.

### Háború és újjáépítés (1925–1950)
A két háború közötti években szinte folyamatosan zajlottak bővítési munkák. Új mezzanine emeleteket építettek be a rohamosan növekvő könyvállomány elhelyezésére. 1931-ben Joseph Duveen műkereskedő adományt tett egy galéria építésére az Elgin-márványok méltó elhelyezésére; ez 1938-ra készült el John Russell Pope amerikai építész tervei alapján. A kiállító terek viktoriánus vörös falszíneit fokozatosan korszerűbb pasztell árnyalatokkal cserélték fel.
Még a háború előtt a múzeumban tevékenykedő külföldi tudósok sorában több éven át dolgozott egy náci kutató is, aki az angliai zsidóság antiszemita történelmét kívánta megírni.
A második világháború előestéjén a múzeum vezetői felismerték, hogy súlyos légitámadásokra kell számítani és előkészületeket tettek a gyűjtemények legalább egy részének kitelepítésére, megfelelő helyek kijelölésével. Ennek eredményeképpen 1939 augusztus 24-én, már a kormány ilyen irányú javaslatát követő napon, képesek voltak gyorsan elszállítani a legértékesebb tárgyak egy részét vidéki kúriákba, az Aldwych metróállomásra és Wales Nemzeti Könyvtárába. 1942 tavaszán a kitelepített tárgyak nagy részét egy újonnan kiépített óvóhelyre Westwood Quarrynél Wiltshire-ben. Az evakuáció indokolt volt, 1940-ben a múzeumot súlyos légitámadások érték.
A háborút közvetlenül követő években a fő munkát a kitelepített gyűjtemények visszahozatala, restaurálása és újra kiállítása jelentette. Folytatódott az új anyagok beszerzése is: ekkor kerültek a múzeumba a Leonard Woolley által még 1922–34-ben feltárt, az i. e. 26. század-ból származó kincsek Ur városából. Ekkoriban kerültek az állományba a még 1939-ben Sutton Hoonál felfedezett angolszász hajós temetkezés aranyból, ezüstből és gránátkristályból készült ékszerei, valamint a Mildenhall mellett 1946-ban feltárt késő római ezüst evőeszköz kincslelet.

### Megújult arculat (1950–napjaink)

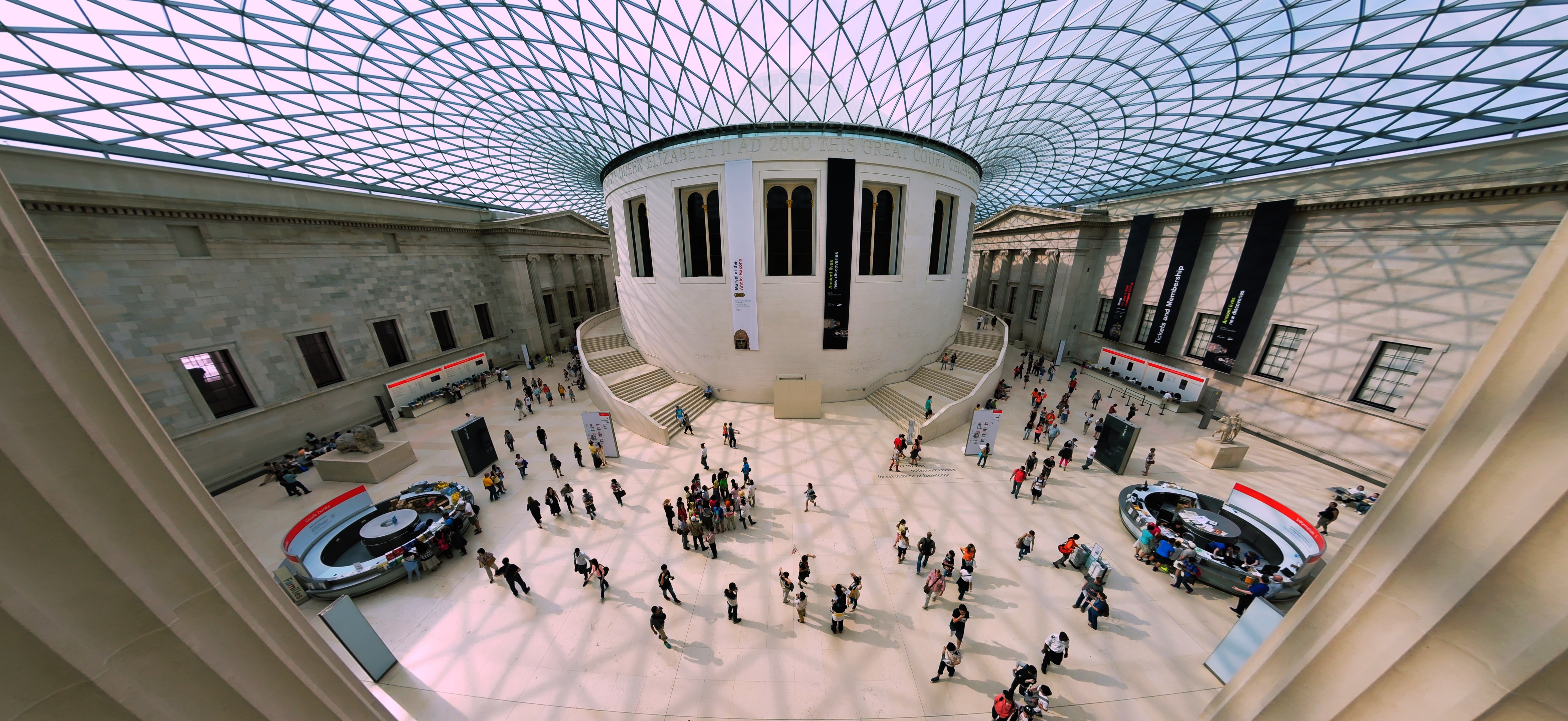
A Great Court panorámaképe

A múzeum 1953-ban ünnepelt 200 éves fennállását fokozatosan jelentős változások követték. 1959-re újjáépítették a háborúban elpusztult numizmatológiai részleget. 1963-ban a parlament törvényileg újraszabályozta a múzeum működését: megváltoztak a kuratórium létrehozásának szabályai, könnyebbé vált a műtárgyak kikölcsönzése és teljesen függetlenné vált a Natural History Museum. Csak 1962-re fejeződött be a Duveen Gallery teljes helyreállítása. 1964-ben nevezték ki az első főállású belsőépítészt, valamint a kiadványok felelősét. 1968-ban létrejött a múzeum barátainak szervezete, 1970-ben oktatási szolgálatot indítottak és 1973-ban kiadóvállalat alakult.
1972-ben rendezték meg a brit történelem legsikeresebb kiállítását: a „Tutanhamon kincsei” 1 694 117 látogatót vonzott. Ugyancsak 1972-ben hozták létre törvénnyel az önálló British Libraryt. A könyvtár állománya évente 2 folyókilométerrel bővült, ennyi polcnak kellett helyet teremteni. Megindult egy új épület tervezése, de a könyvek csak 1997-ben hagyták el a múzeumot. A helyükön nyílt lehetőség újabb nagyobb átalakításra, a Queen Elizabeth II Great Court (II. Erzsébet brit királynőről elnevezett Nagy udvar) befedésére. Ez a nagy építészeti teljesítmény a világ akkori legnagyobb fedett térségét hozta létre 2000-ben. Visszakerülhetett a múzeumba a néprajzi gyűjtemény, aminek otthona 1970 és 2000 között a rövid életű Museum of Mankind volt. Új etnográfiai expedíciókat indítottak olyan változatos helyekre, mint Új-Guinea, Madagaszkár, Románia, Guatemala és Indonézia. Folytatták az ásatásokat a Közel-Keleten és az Egyesült Királyságban egyaránt. 1997-ben megnyílt a Római Britannia galériája, ahol egy sor újonnan felfedezett hazai kincsleletet helyeztek el. A finanszírozás tekintetében a múzeum egyre inkább magánalapok felé fordult. Változtak a gyűjtési irányok is: nőtt az intézmény érdeklődése a „modern” tárgyak, nyomatok, rajzok, érmek és dísztárgyak iránt.
2000-ben a British elnyerte az év múzeuma címet az Egyesült Királyságban.

### Online elérés
A 21. században a múzeum korszerű internetes fejlesztéseket végzett. 2023-ban a honlapján elérhető – az intézménnyel kapcsolatos sok más információ mellett – a gyűjtemény csaknem 4 és fél millió darabjának nagy felbontású képe, kereshető adatbázisban.

## A múzeum részlegei

### Egyiptom és Szudán
A British Museum őrzi a kairói Egyiptomi Múzeum után a világon legnagyobb egyiptomi gyűjteményt. A kollekció időben átfog a predinasztikus kortól napjainkig minden fontos egyiptomi korszakot, több mint 11 ezer évet.
Az egyiptomi régiségek a múzeumalapításától kezdve fontos részei voltak a gyűjteménynek, 1753-ban 160 darabot számláltak az alapító, Hans Sloane hagyatékából. A nílusi csata után a britek a Napóleon expedíciójában tevékenykedő tudósok által gyűjtött anyagot is elkobozták és a British Museumba vitték. Ekkor került Londonba a rosette-i kő is. Ezután a brit kormány Henry Salt egyiptológust nevezte ki kairói főkonzulnak, aki aztán hatalmas mennyiségű antikvitást gyűjtött össze. Ezek egy részét Giovanni Belzoni híres olasz utazó gyűjtötte össze. Az összegyűjtött anyag egy részét a British, más részét a Louvre vásárolta meg.
1866-ra a gyűjtemény már körülbelül 10 000 darabot számlált, és a munka töretlenül folytatódott. Létrehozták az Egypt Exploration Fund nevű szervezetet, amelynek keretében E. A. Wallis Budge további 11 000 műtárgyat gyűjtött be olyan helyekről, mint Amarna, Bubasztisz és Dejr el-Bahari. Számos más szervezet és kutató is gyűjtött a British Museum számára, köztük Flinders Petrie és az Oxfordi Egyetem szudáni expedíciója Faraszban és másutt.
A múzeum a 20. században is folytatta gyűjtőmunkáját a térségben, expedíciót küldött Aszjútba 1907-ben, más egyiptomi és szudáni lelőhelyekre az 1920-as és az 1980-as években.
2001-ben a múzeum megkapta Fred Wendorf, a texasi Southern Methodist University professzorának kolosszális, 6 millió darabból álló óegyiptomi és szudáni gyűjteményét. Érkeztek adományok a müncheni Lajos–Miksa Egyetemről valamint a Kentucky Egyetemről is.
A British hét állandó egyiptomi bemutatóterme, köztük a múzeum legnagyobb kiállító tere, a monumentális szobrokat bemutató 4. számú terem az egyiptomi gyűjteménynek mindössze 4%-át tudja kiállítani. A legnagyobb érdeklődést általában a második emeleti múmiák és koporsók váltják ki a nagyközönségből.

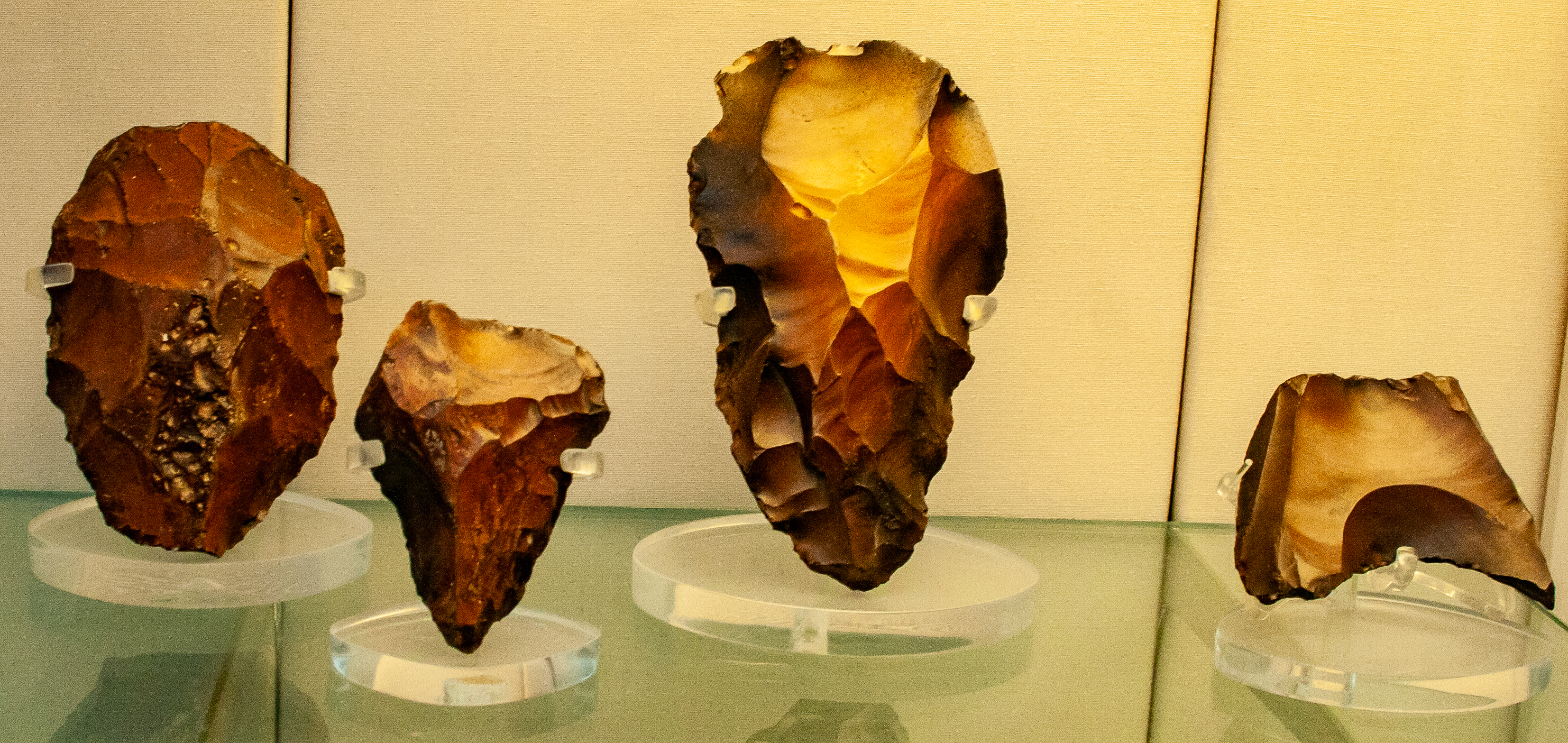
100 000 éves őskőkori eszközök Théba közeléből
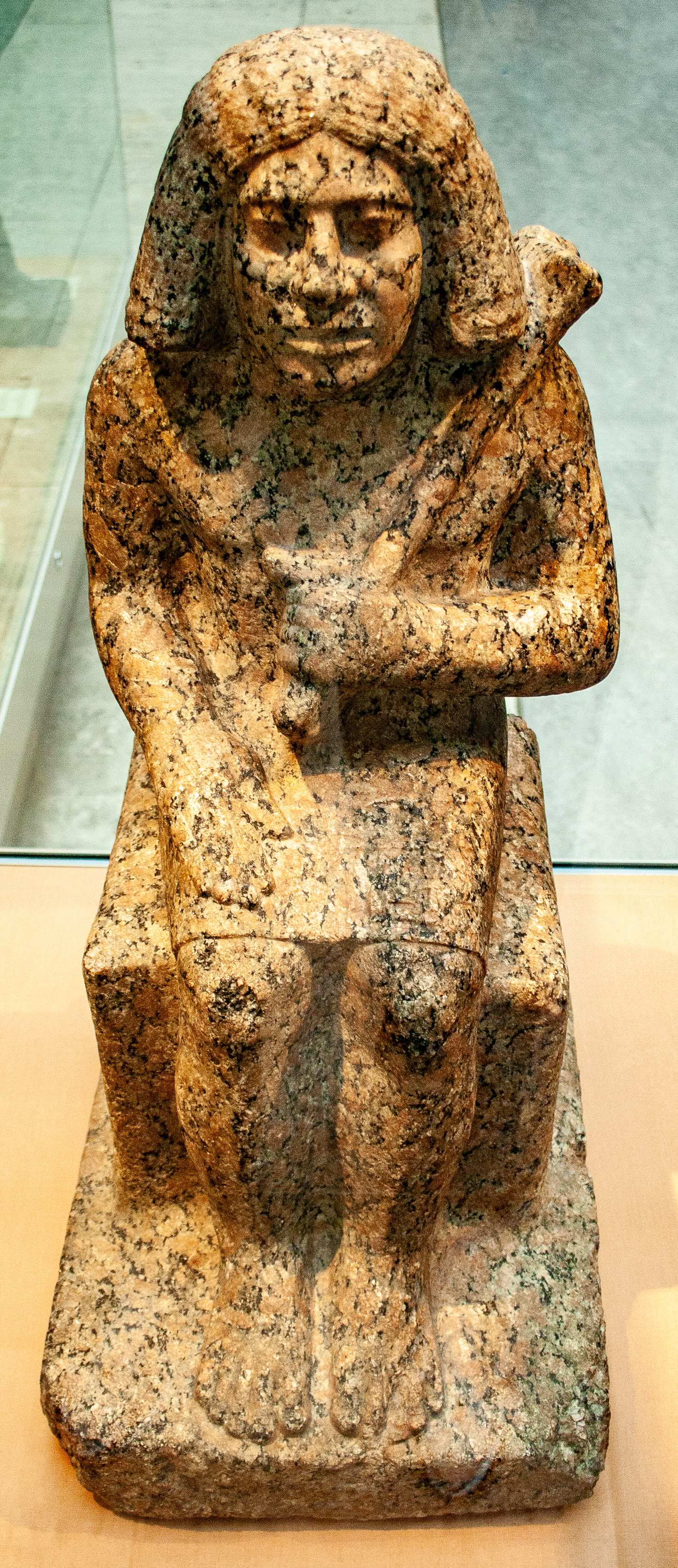
Hivatalnok szobra, III. dinasztia, i. e. 2600
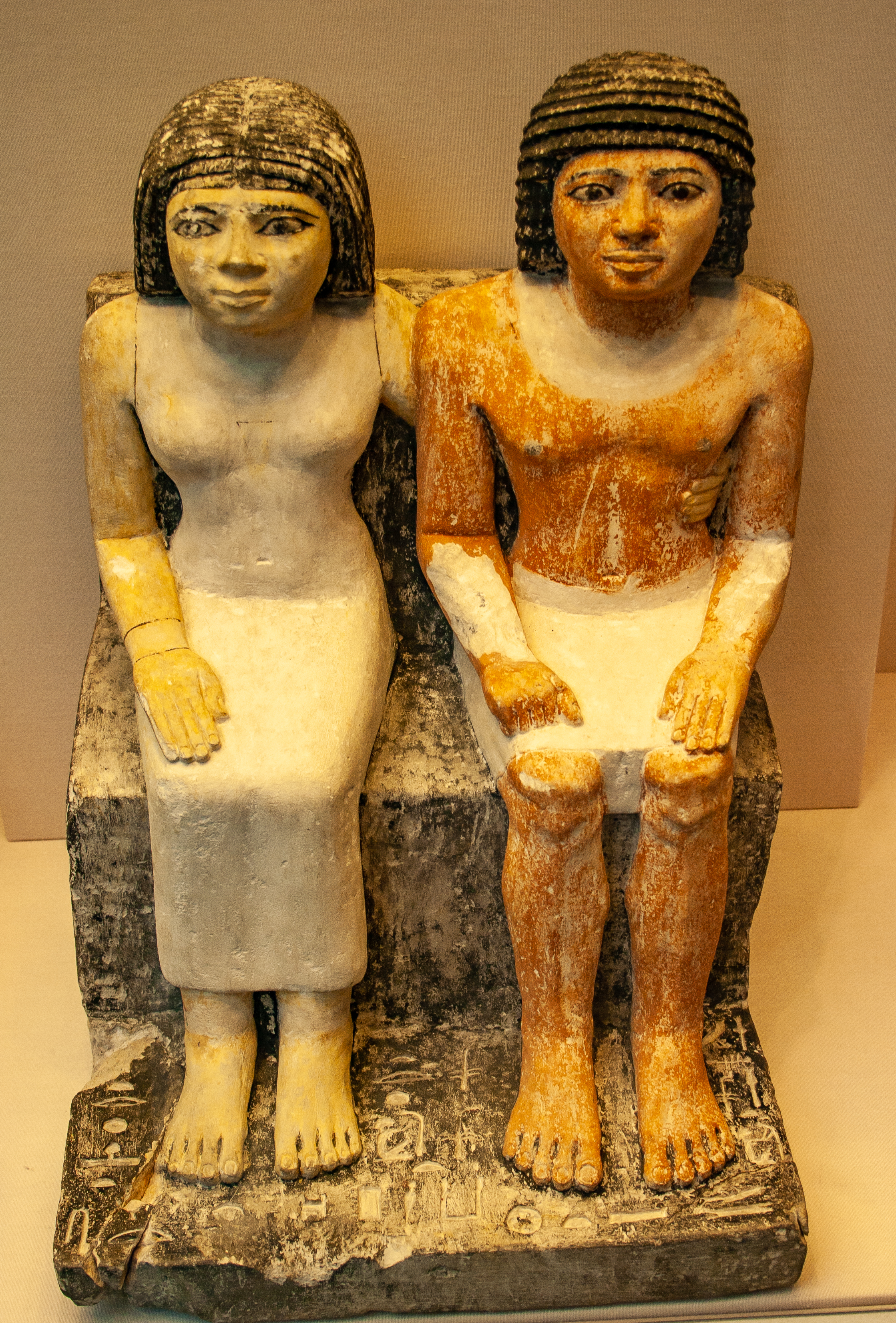
Házaspár szobra, i. e. 2300
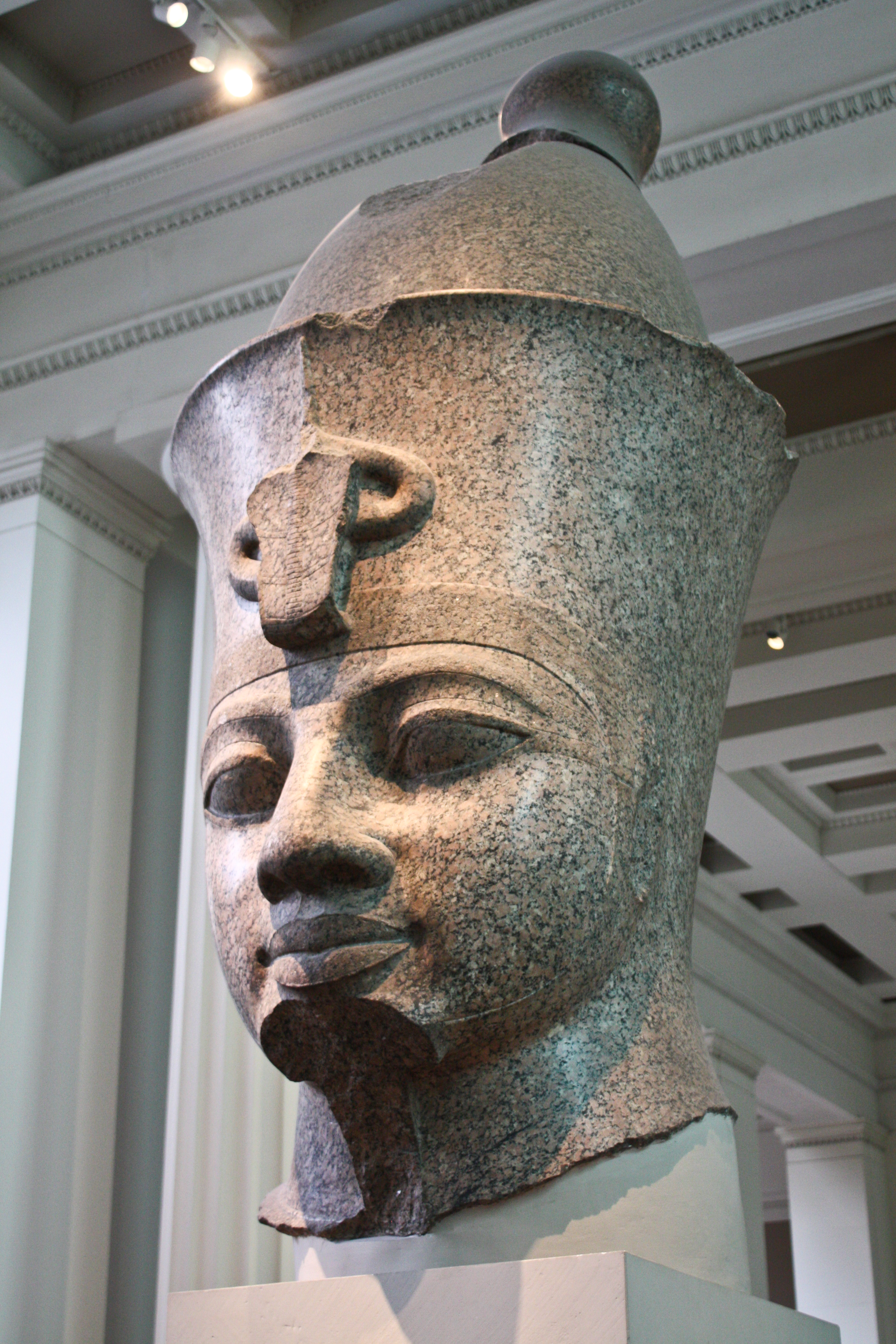
III. Amenhotep kolosszális szobra, i. e. 1350

### Görög-római ókor
A British Museum a klasszikus antikvitás leleteiből is a világ egyik legnagyobb gyűjteményét őrzi több mint 100 000 tárggyal. Ez a részleg időben a bronzkortól a milanói ediktumig, a kereszténységnek a Római Birodalom államvallásává tételéig terjed ki (i. e. 32. század–313). A gyűjtemény nagy része a modern régészet kezdetei idejéből, a 19. századból származik.
A görög tárgyak az ókori görög világ egész területéről, a görög szárazföldről, az Égei-tenger szigeteiről és a Földközi-tenger partvidékéről egyaránt származnak, beleértve Magna Graeciát. A görögséget megelőző kükladikus kultúra és a minószi civilizáció is képviselteti magát. Megtalálhatók a múzeumban az ókori világ hét csodája közül kettőnek, a halikarnasszoszi mauzóleumnak és az epheszoszi Artemisz-templomnak a maradványai.

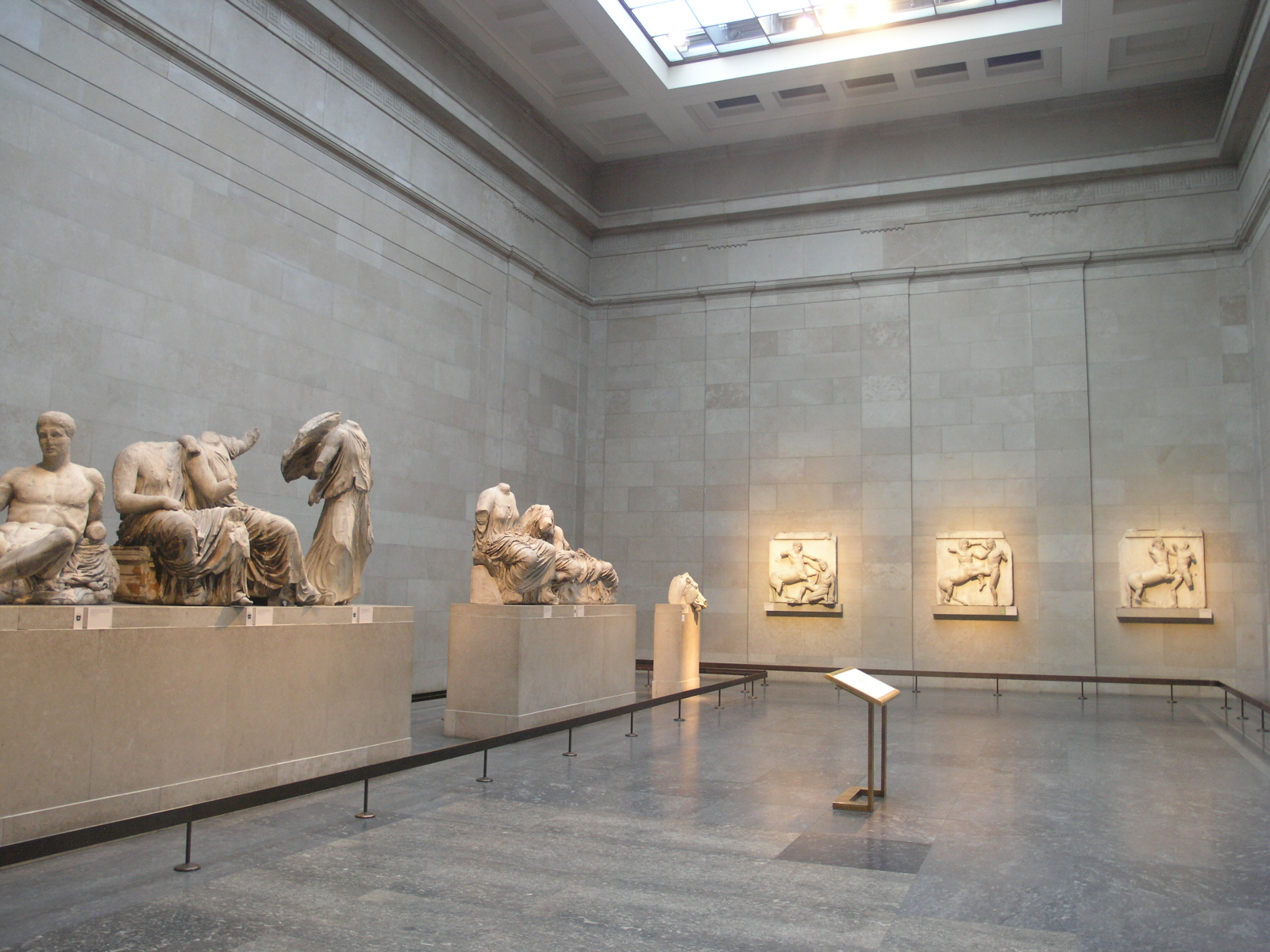
Az Elgin-márványok egy része a British Museumban
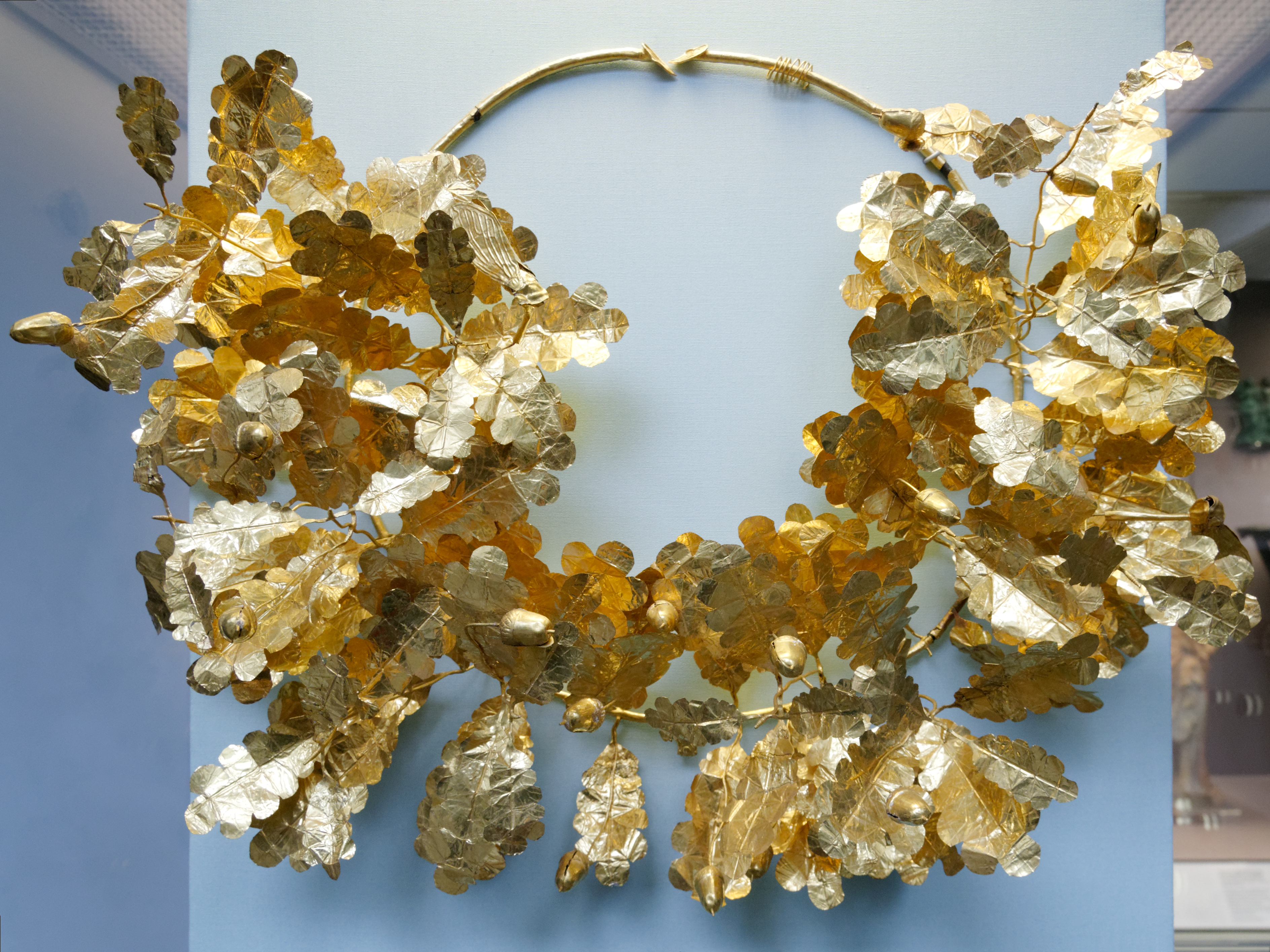
Arany tölgykoszorú (Corona civica)
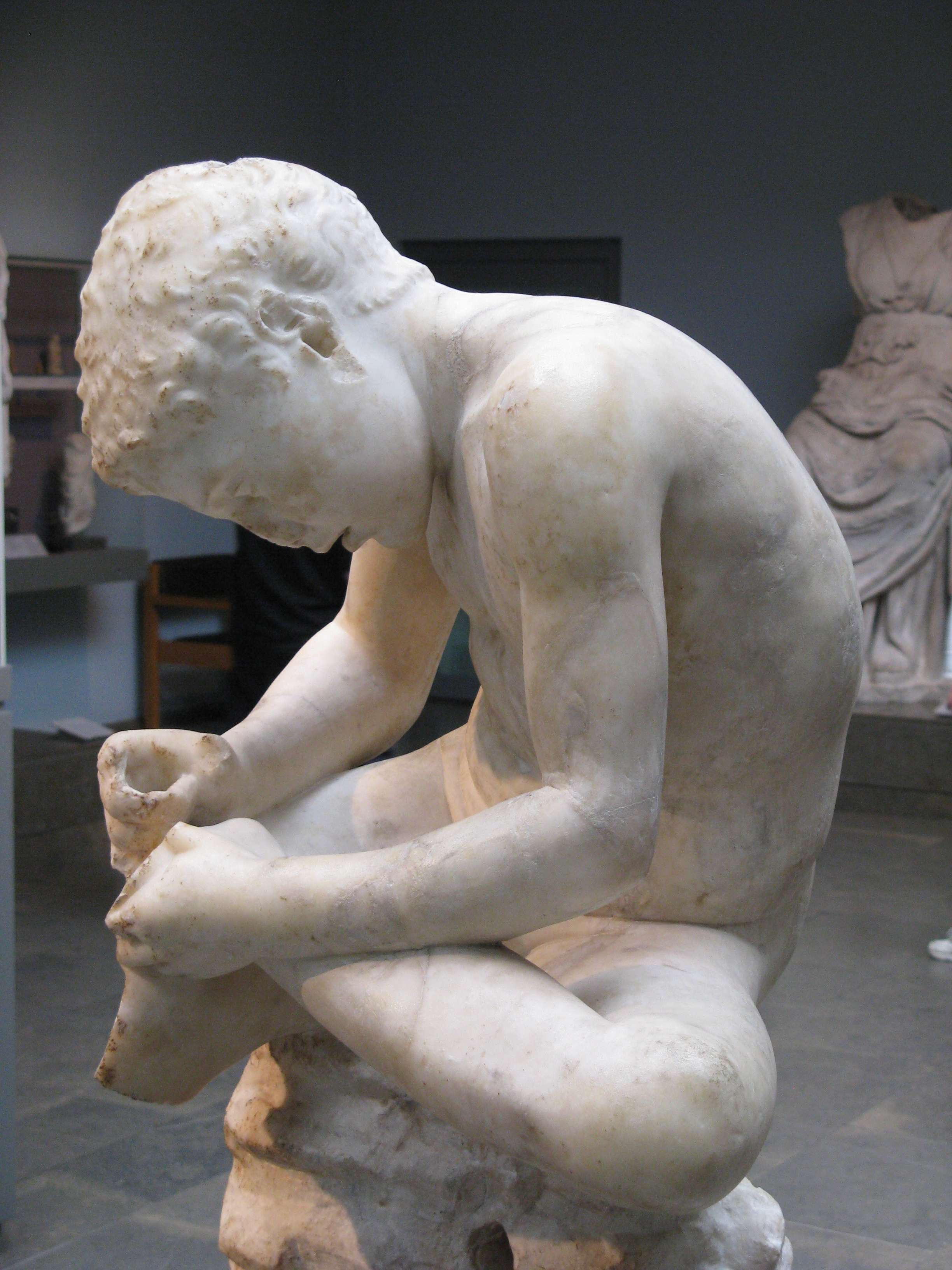
Fiú a tüskével – hellenisztikus szobor római másolata
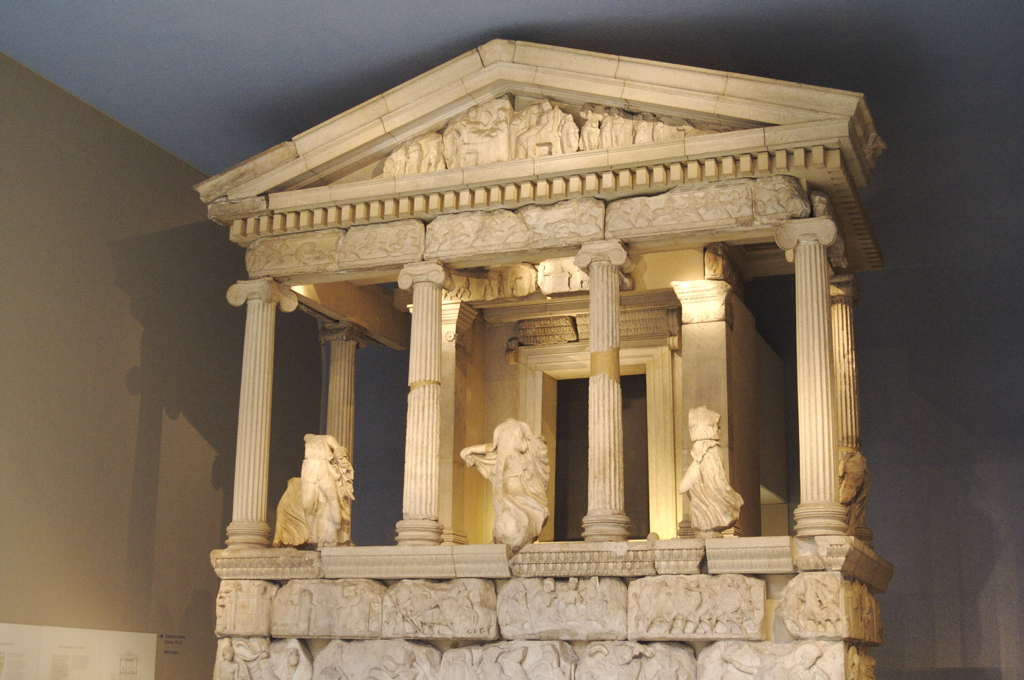
A Nereida mauzóleum rekonstrukciója

Ez a részleg mutatja be az ókori itáliai népek és az etruszkok Olaszországon kívül legnagyobb gyűjteményét, valamint az ókori Ciprus, Lükia, Kária és Anatólia leleteit is.

### Közel-Kelet

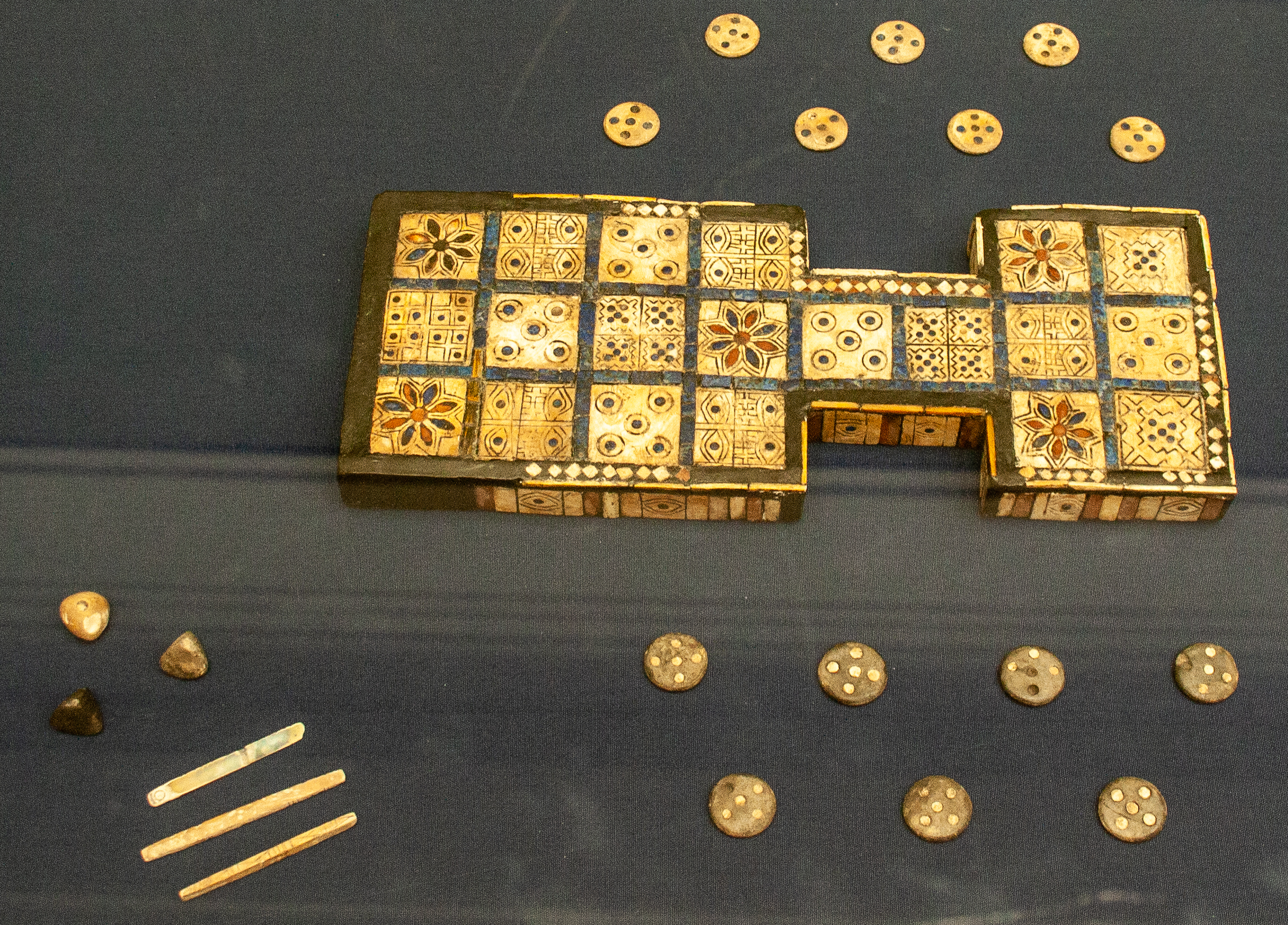
A királyi táblajáték Ur városából

A mezopotámiai gyűjtemény mintegy 330 000 darabbal szintén a világon a legnagyobb az eredeti lelőhelyén, a mai Irakon kívül. A tudomány számára rendkívül fontos, átfogó sumer, babiloni, asszír leletek hatalmas termeket töltenek meg. Egész falakat borítanak az asszíriai paloták alabástrom domborművei Kalhu, Ninive and Dúr-Sarrukín lelőhelyeiről. Számos kudurrut, határkövet is láthatunk itt Mezopotámia különböző területeiről.
Mezopotámián kívül ez a részleg mutatja be az ókori Kelet más területeit is, mint Perzsia, az Arab-félsziget, Anatólia, Kaukázus,Közép-Ázsia, Szíria, a Szentföld és Fönícia.
Az első mezopotámiai tárgyak 1825-ben érkeztek a múzeumba Claudius James Rich gyűjteményéből. Austen Henry Layard ásatásai aztán hatalmasan kibővítették a gyűjteményt 1845 és 1851 között. Kalhuban Layard fedezte fel II. Assur-nászir-apli palotáját számos más épülettel együtt. Ő tárta fel Ninivében Szín-ahhé-eríba palotáját, ami nem kevesebb mint 71 csarnokot tartalmazott. Munkája eredményeképpen számos lamasszu-ábrázolás, dombormű, sztélé, köztük III. Sulmánu-asarídu Fekete obeliszkje került a British Museumba.
Layard munkáját folytatta asszisztense, Hormuzd Rassam 1852–1854, majd 1878 és 1882 között. Ő tárta fel többek között Assur-bán-apli könyvtárát, amelyből 130 000 ékírásos tábla származik, valamint fontos tárgyakat Szippar lelőhelyéről. William Kennett Loftus kutatott Kalhuban 1850 és 1855 között és talált meg ott egy hatalmas elefántcsontfaragvány-leletet.
A 20. század elején fontos kutatásokat végzett a törökországi Karkemisben David George Hogarth és Leonard Woolley, akinek Thomas Edward Lawrence volt a segítője. Az első világháború után jelentős ásatások voltak az Ubaid-kultúra területén Irak déli részén. Henry Hall találta meg itt Ninhurszag templomának berendezését.
Woolley 1922 és 1934 között Ur sumer város területén végzett ásatásokat. Ő tárta fel a királyi temetőt, találta meg rengeteg más kincs között a híres királyi táblajátékot.

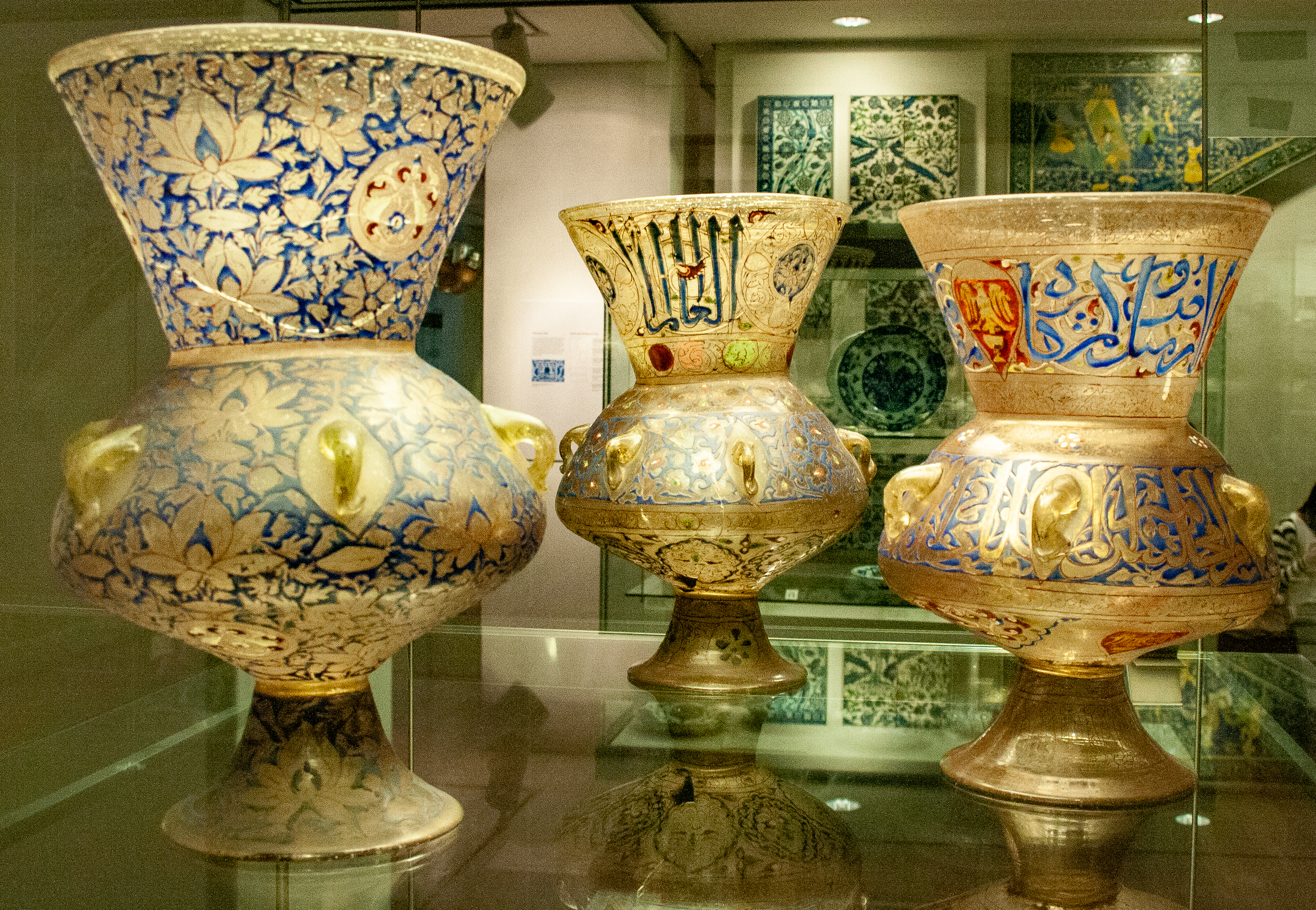
Mecsetlámpák
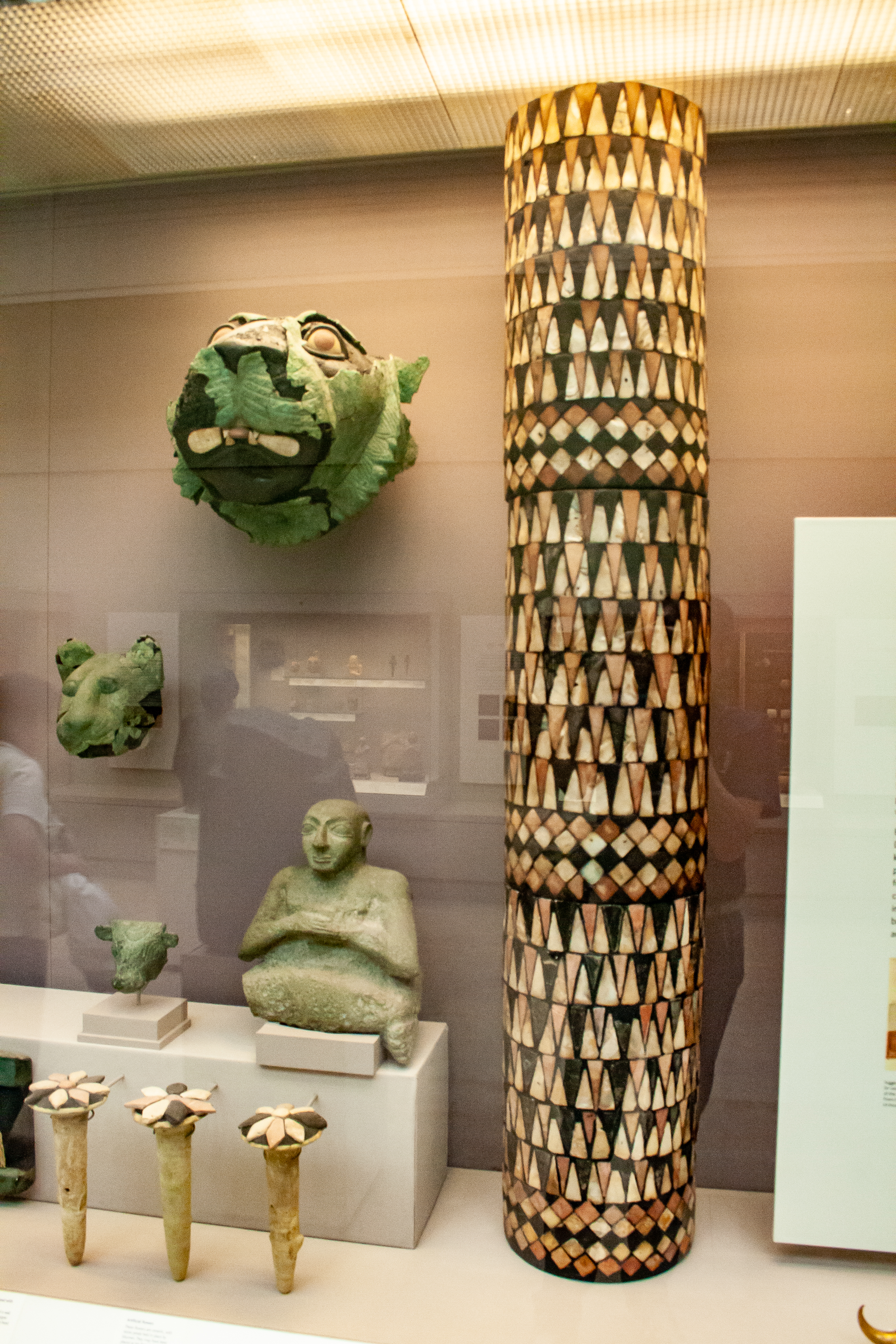
Mozaikoszlop, Ninhurszag templomából, i. e. 2500 körül
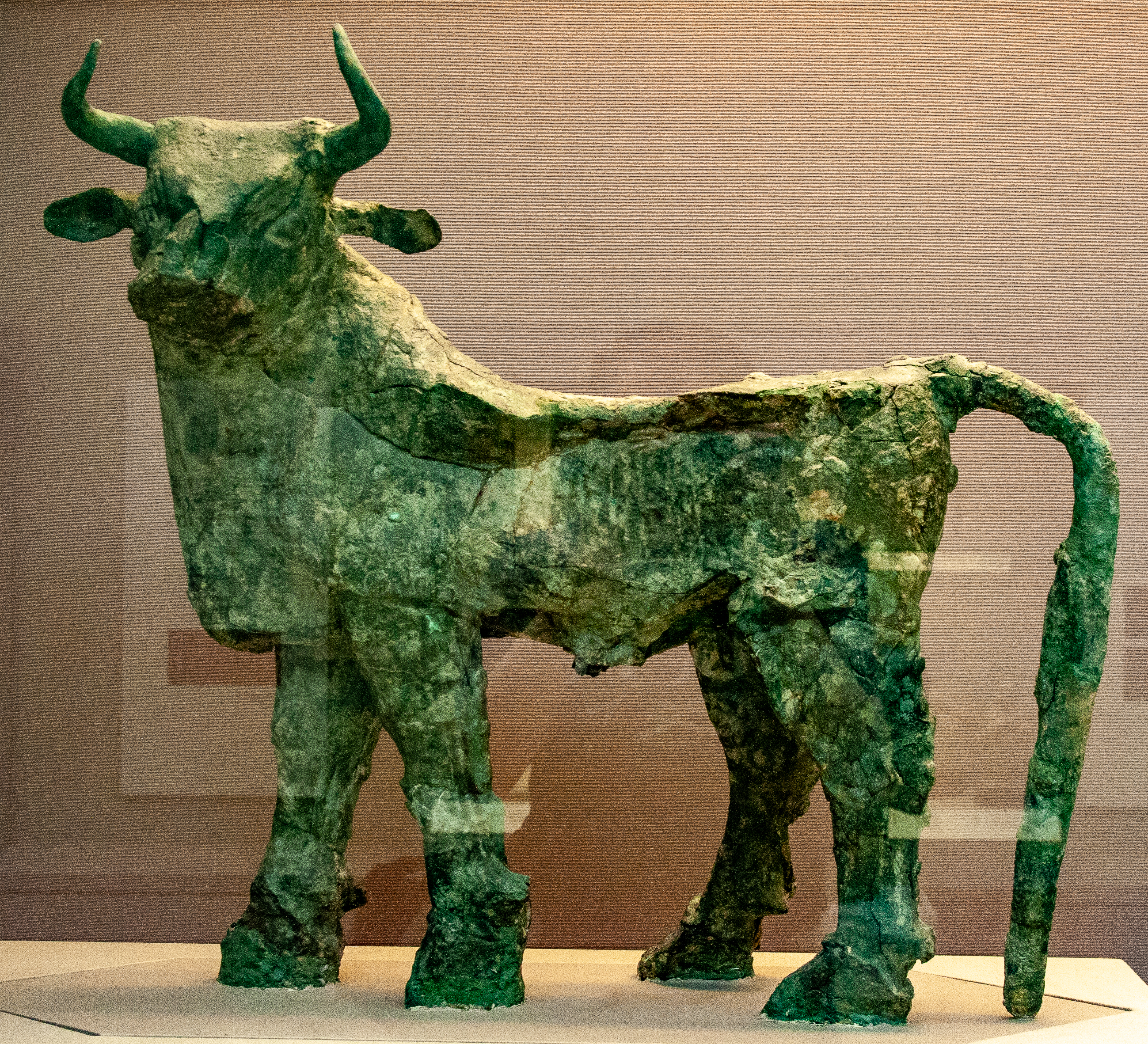
Bika szobra Ninhurszag templomából. A rézötvözetből készült lemezt fából és bitumenből megformált magra kalapálták

Bár a gyűjtemény Mezopotámiára koncentrál, a legtöbb környező terület is képviselve van. Az Akhaimenida-ház egyik legfontosabb emléke az Oxusi kincslelet, aminek feltárásban 1897-ben Stein Aurél is részt vett. A Szászánida Birodalmat díszes ezüsttálak és kupák képviselik, amelyek közül sok oroszlánra vadászó uralkodókat ábrázol. Fönícia is gazdag anyaggal van jelen. Ritka érdekesség a jemeni gyűjtemény is, szintén a világ legnagyobbja a lelőhelyén kívül.
A múzeum iszlám művészeti gyűjteménye is a legnagyobbak közé tartozik a világon, mintegy 40 000 darabbal A gyűjtemény rendkívül változatos, a kerámiák széles skálájától a festményeken, csempéken, fémműves munkákon, üvegen, pecséteken át az arab kalligráfiákig terjed, földrajzi térben pedig Spanyolországtól Indiáig. Különösen híres az izniki kerámia itteni kollekciója. A számos mecset-lámpa között olyan is van, ami a Sziklamecsetből származik. Az iszlám művészeti tárgyak nagy része ásatásokból ered.

### Nyomatok és rajzok
A nyugati világ művészi nyomatainak és rajzainak 1808-ban alapított részlege is a legnagyobbakkal, a bécsi Albertinával, az Ermitázzsal és Párizs múzeumaival vetekszik. A gyűjtemény darabjait egyfajta dolgozószobában könnyen hozzáférhetővé tették a nagyközönség számára, sok más hasonló gyűjteménytől eltérően. A kiállítótermekben lévő tárgyakat évente többször cserélik, hogy minél többet meg tudjanak mutatni a látogatóknak a mintegy 50 000 eredeti rajzból és kétmillió nyomatból.

#### Rajzok a gyűjteményből

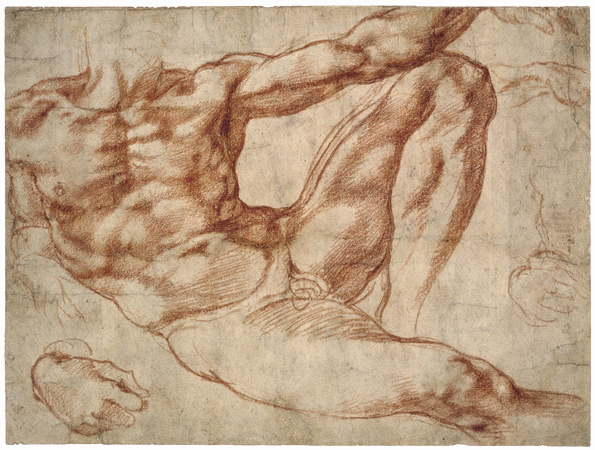
Michelangelo: Ádám (1510 körül), tanulmány a Sixtus-kápolna mennyezetfreskójához
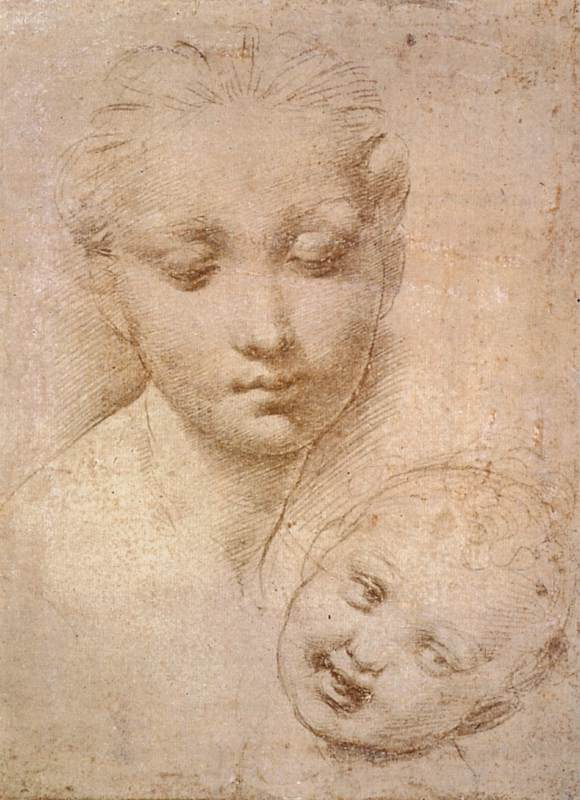
Raffaello: Madonna és a gyermek (1509 és 1511 között), tanulmány
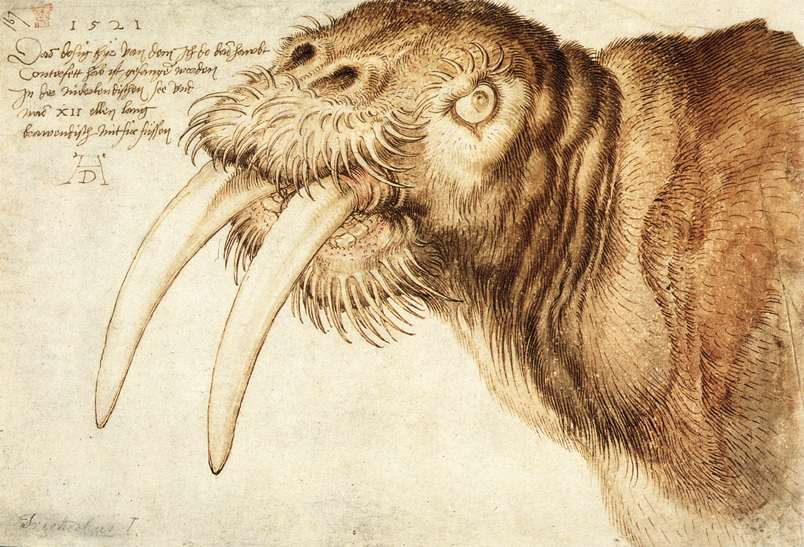
Dürer: Rozmár (1521)

### Britannia, Európa és őstörténet
A részleg őstörténeti része az emberi evolúció kezdeteitől, az olduvai kultúra emlékeitől egészen az újkőkorszakig terjedő időszakot fogja át a világ különböző tájain. Az afrikai kőkorszak anyagának adományozói között olyan tudósok voltak, mint Louis és Mary Leakey vagy Gertrude Caton–Thompson. Az európai őskőkorszak leletei között ott vannak Sturge, Christy és Lartet feltáró munkájának eredményei.
Az európai bronzkorszak anyagának nagy része a 19. században került a Britishbe, gyakran nagy gyűjtemények formájában. Greenwell Britanniában, Tobin Cooke Írországban, Worsaae Dániában ért el jelentős kutatói sikereket. A hallstatti kultúra átfogó kiállítása John Evans és John Lubbock régészek Ticino kantonban folytatott ásatásai nyomán került Londonba a svájci nemzeti múzeumon (mai neve: Landesmuseum Zürich) keresztül.
A múzeum európai és mediterrán gyűjteményei a 300 és 1100 közötti időszakot fogják át Spanyolországtól a Fekete-tengerig és Skandináviától Észak-Afrikáig. Fontos gyűjtemények szerepelnek itt például Lettországból, Norvégiából, Gotland szigetéről és a Merovingok korából. A középkori gyűjtemény fénypontját azonban a nagy-britanniai Sutton Hooban feltárt királyi sír tárgyai adják.
Magyarországot a részleg anyagában bronzkori leletek képviselik Forró, Paks-Dunaföldvár, Szőny and Zsujta térségéből (i. e. 1600 – i. e. 1000), valamint egy aranycsésze Angyalföldről (i. e. 800 – i. e. 600).

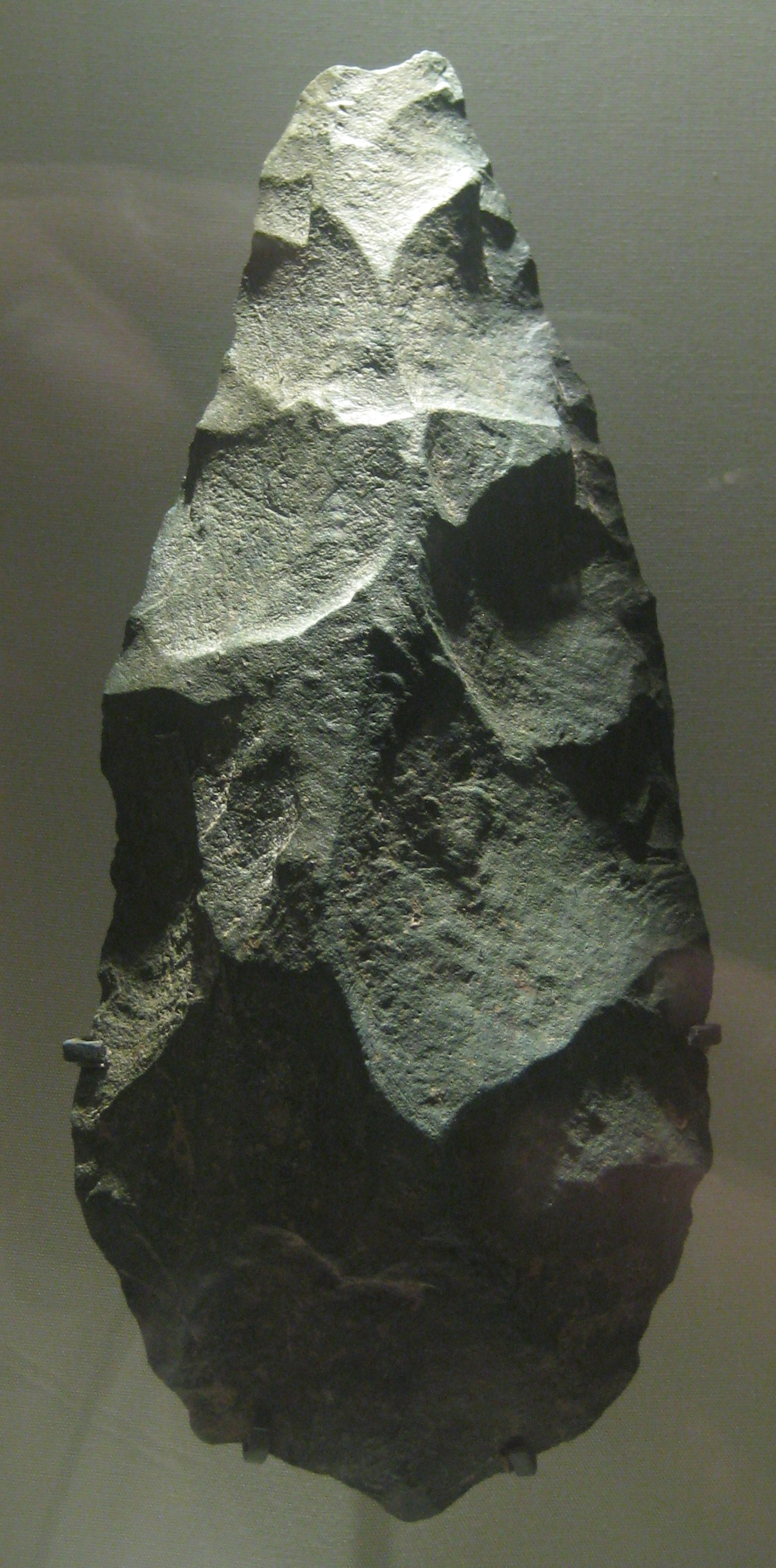
Olduvai szakóca (1,2 millió éves)
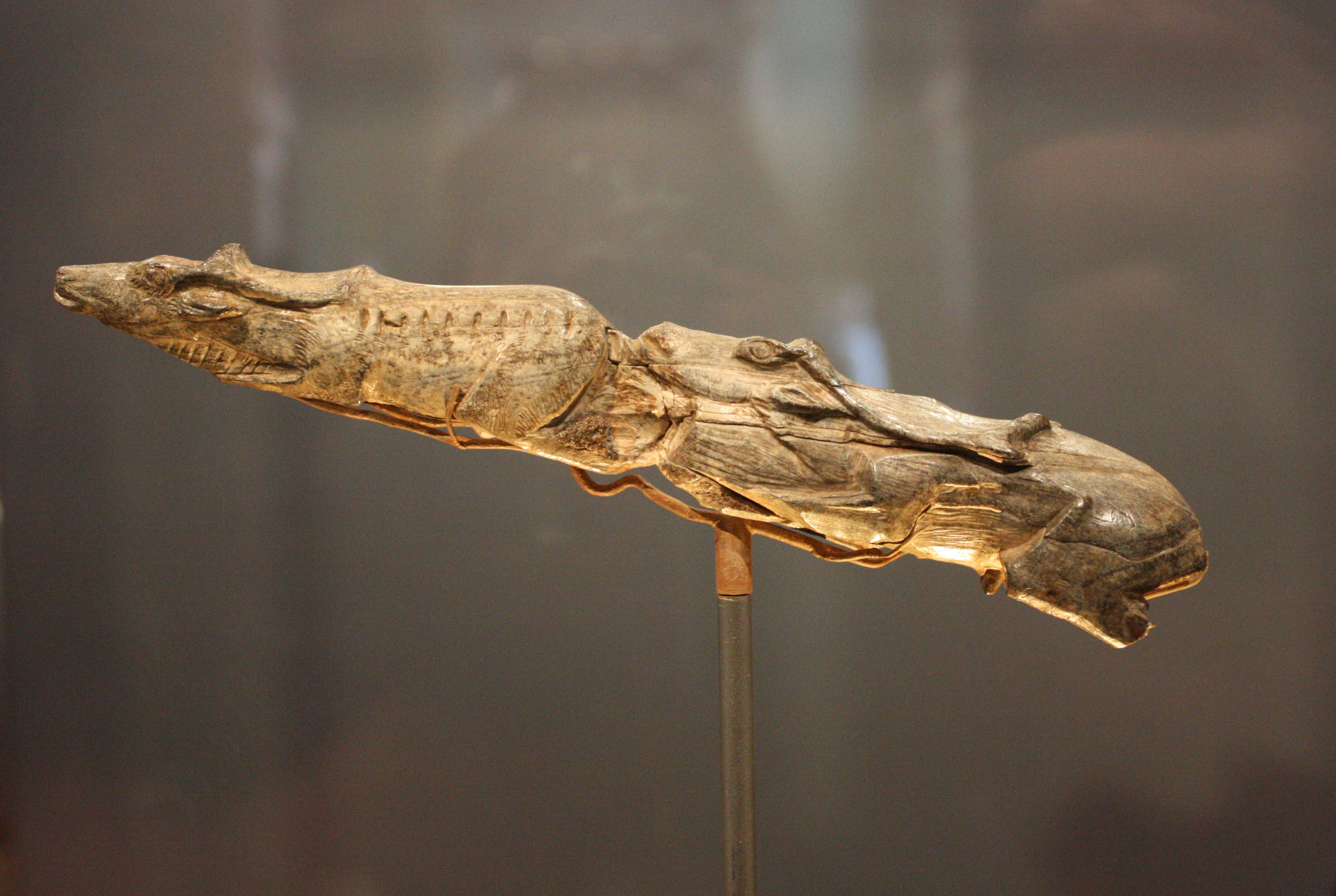
Rénszarvas szobra mamutagyarból kifaragva, Dél-Franciaország, i. e. 13000
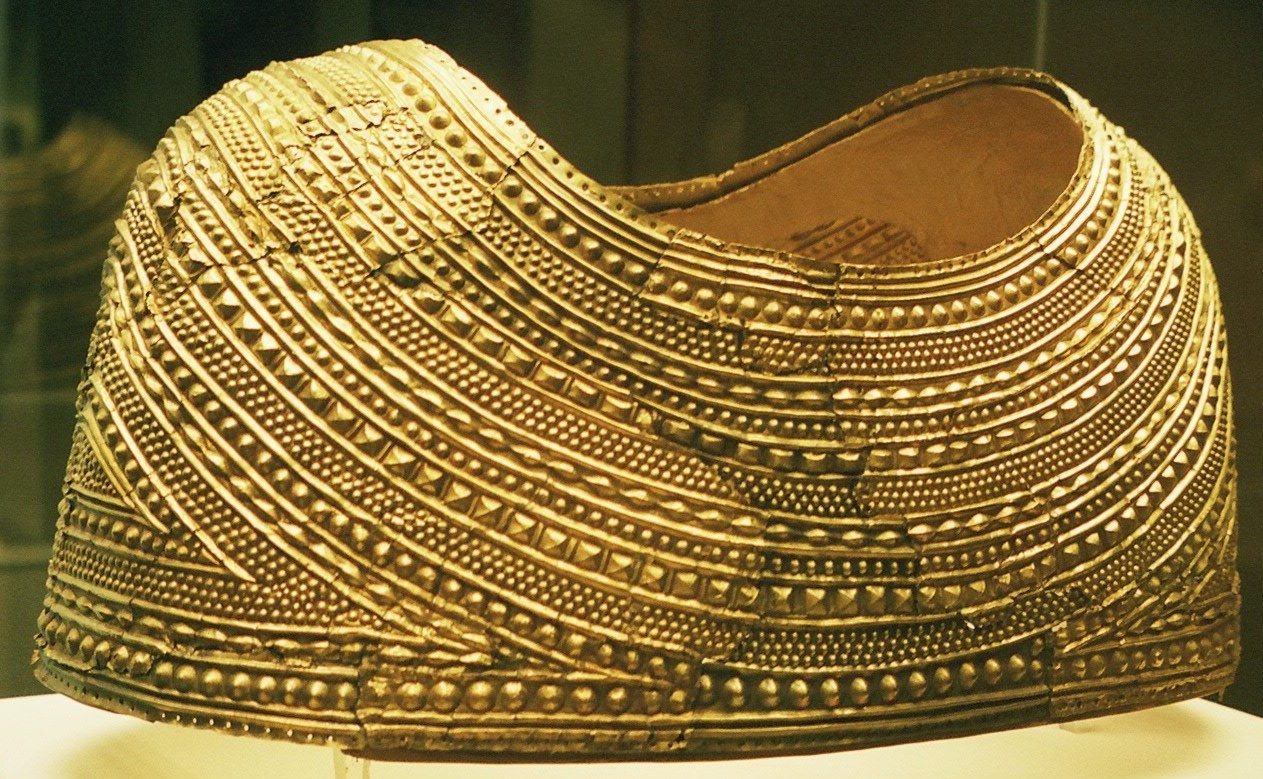
Arany vállfedő, bronzkor Észak-Walesben, i. e. 1900 – i. e. 1600

### Ázsia
Az ázsiai gyűjtemény is rendkívül gazdag, a több mint 75 000 tárgy széles területet ölel át (Kelet-, Dél- Közép-, és Délkelet-Ázsiát) a neolitikumtól napjainkig. A kollekció nagy része, különösen az indiai anyag, még a Brit Birodalom idejéből származik, gyarmati tisztviselők, kutatók gyűjtötték össze.
A kínai régiségek nagy részét George Eumorfopoulos angol-görög bankártól vásárolták az 1930-as években. Az 1800 japán festmény és nyomat Arthur Morrison gyűjtése a 20. század elejéről.
Az ázsiai néprajzi gyűjtemény 2004-ben került erre e részlegre. A kollekció nagy része törzsi kultúrákból, vadászó-gyűjtögető szinten élő társadalmakból származik. Különösen értékes darabok érkeztek az Andamán- és Nikobár-szigetekről, Sri Lankából, Thaiföld északi részéről, Dél-Kínából, és az ainuk köréből Hokkaidó szigetéről, Szibériából valamint Borneó szigetéről, Sarawak területéről.

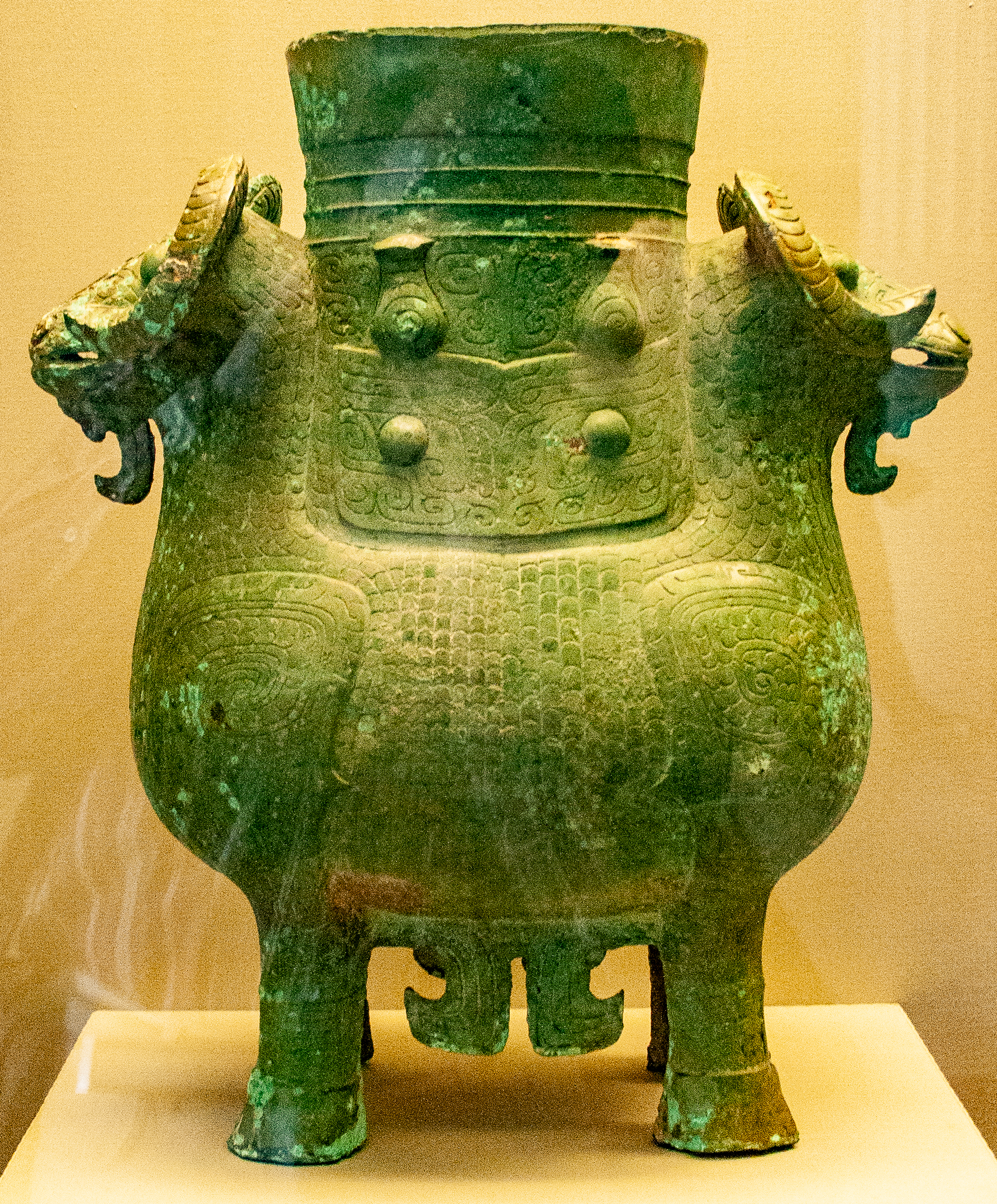
Kínai ceremoniális borosedény, i. e. 13–12. század
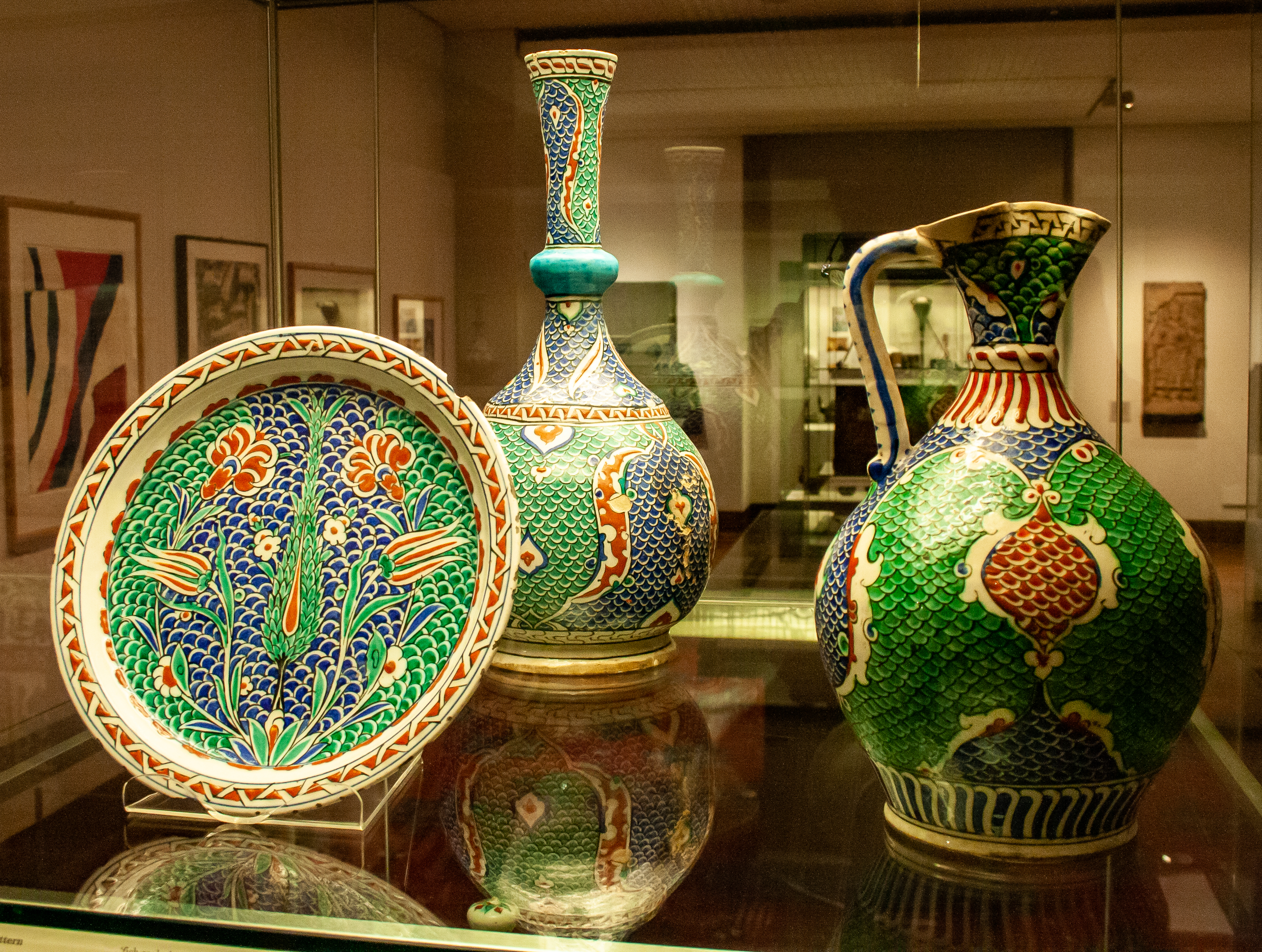
Pikkelymintás edények, Irán, 16. század
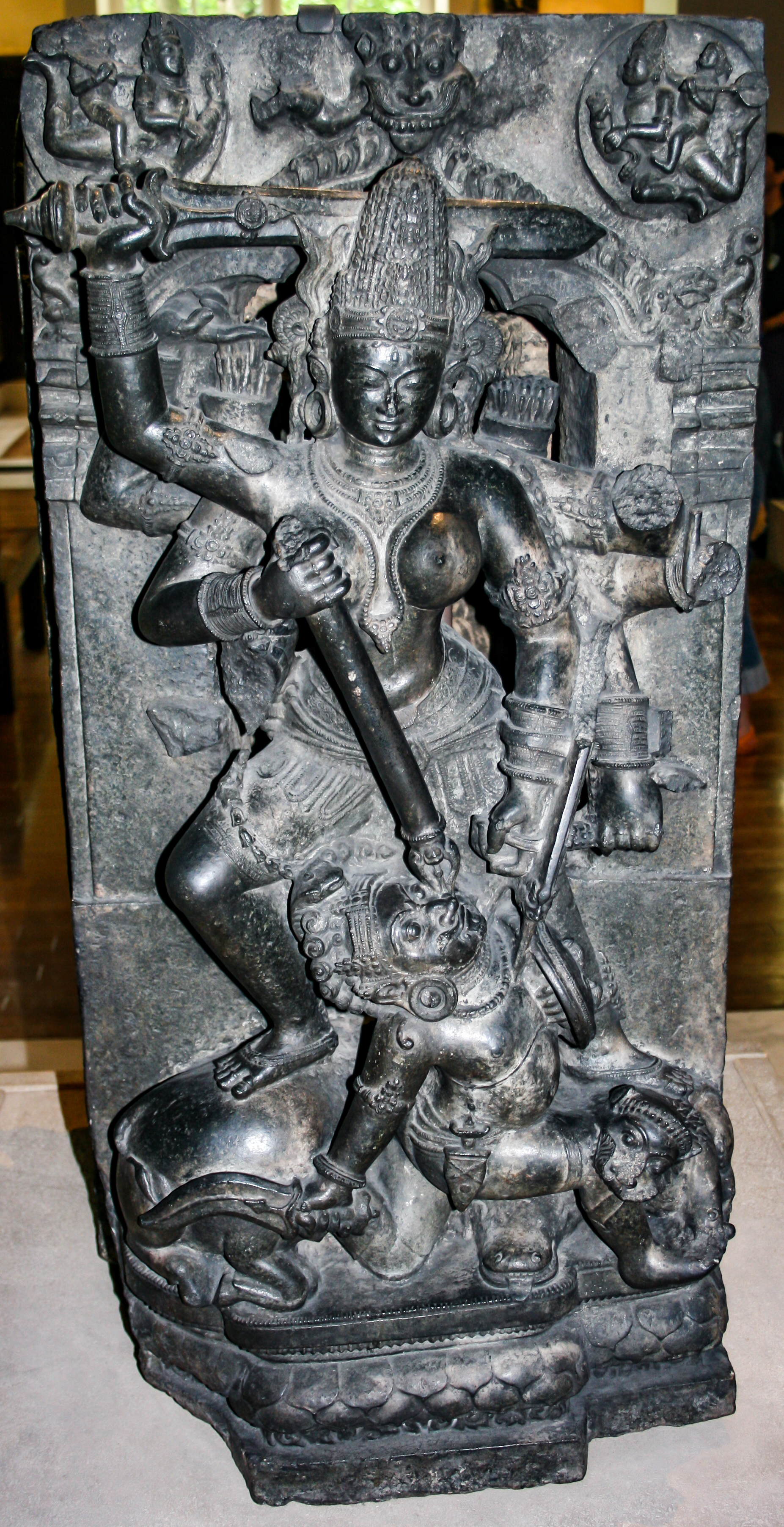
Indiai istenség megöli a bivaly-démont, 13. század

### Afrika, Óceánia és az amerikai kettős kontinens
Mintegy 350 000 néprajzi tárggyal ez a részleg is a legnagyobb a világon a hasonló gyűjtemények körében.

#### Afrika
Az afrikai gyűjtemény több mint 200 000 darabjából 600 látható a Sainsbury African Galleries nevű galéria állandó kiállításán. A gyűjtési terület magában foglalja mind a régészeti, mind a kortárs népművészeti tárgyakat és használati eszközöket.
A részleg kincsei közül kiemelkednek a szenegambiai kőkörök területén fellelt tárgyak, értékes elefántcsont- és zsírkő faragványok, a jorubák emlékei, a benini bronzszobrok, valamint Torday Emil közép-afrikai szoborgyűjteménye. Nagyon fontosak az etiópiai Gondarból és Nagy-Zimbabvéből származó leletek, a vendák népének és a busmanoknak a barlangi festményei és sziklarajzai is.

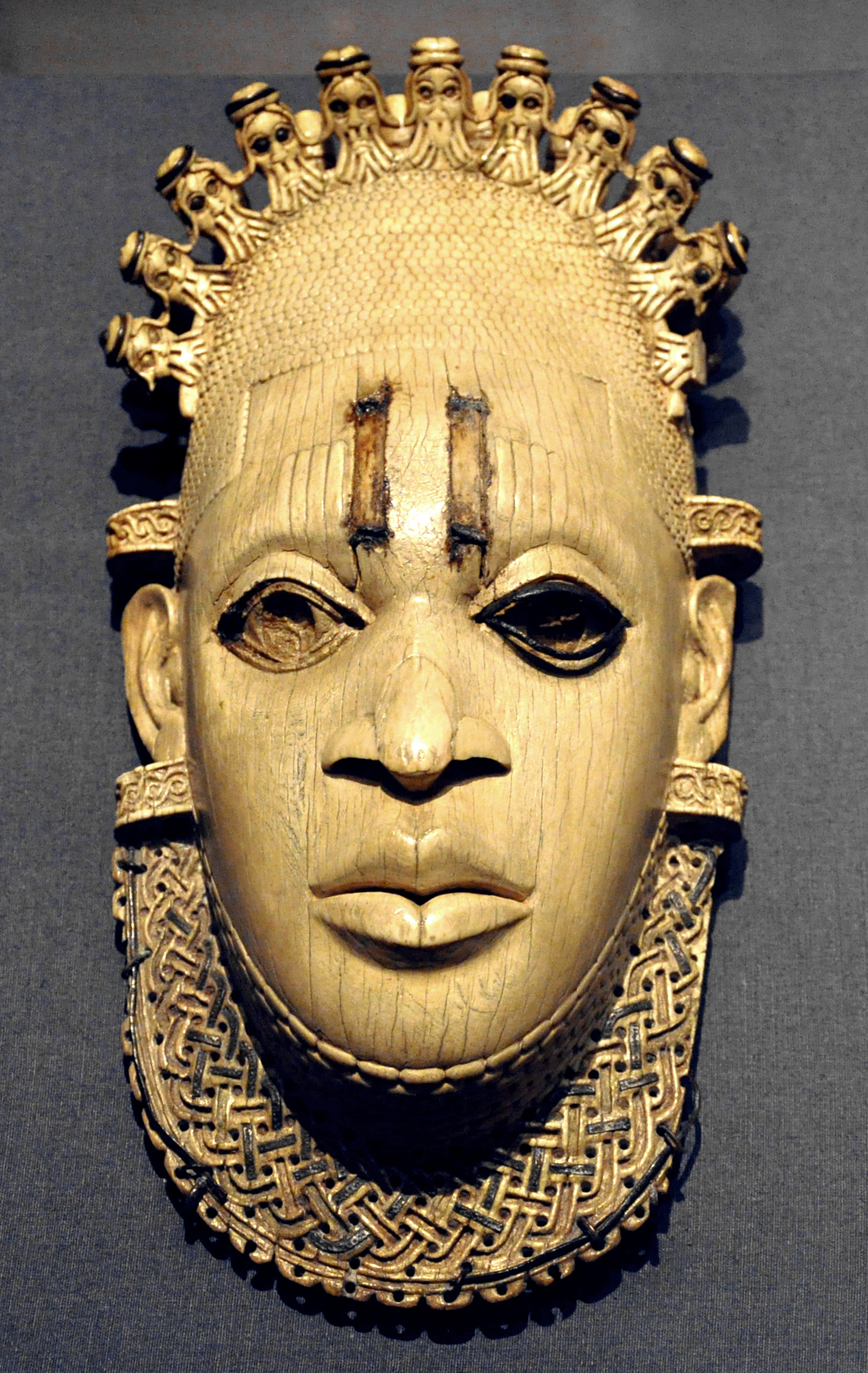
16. századi benini elefántcsont maszk
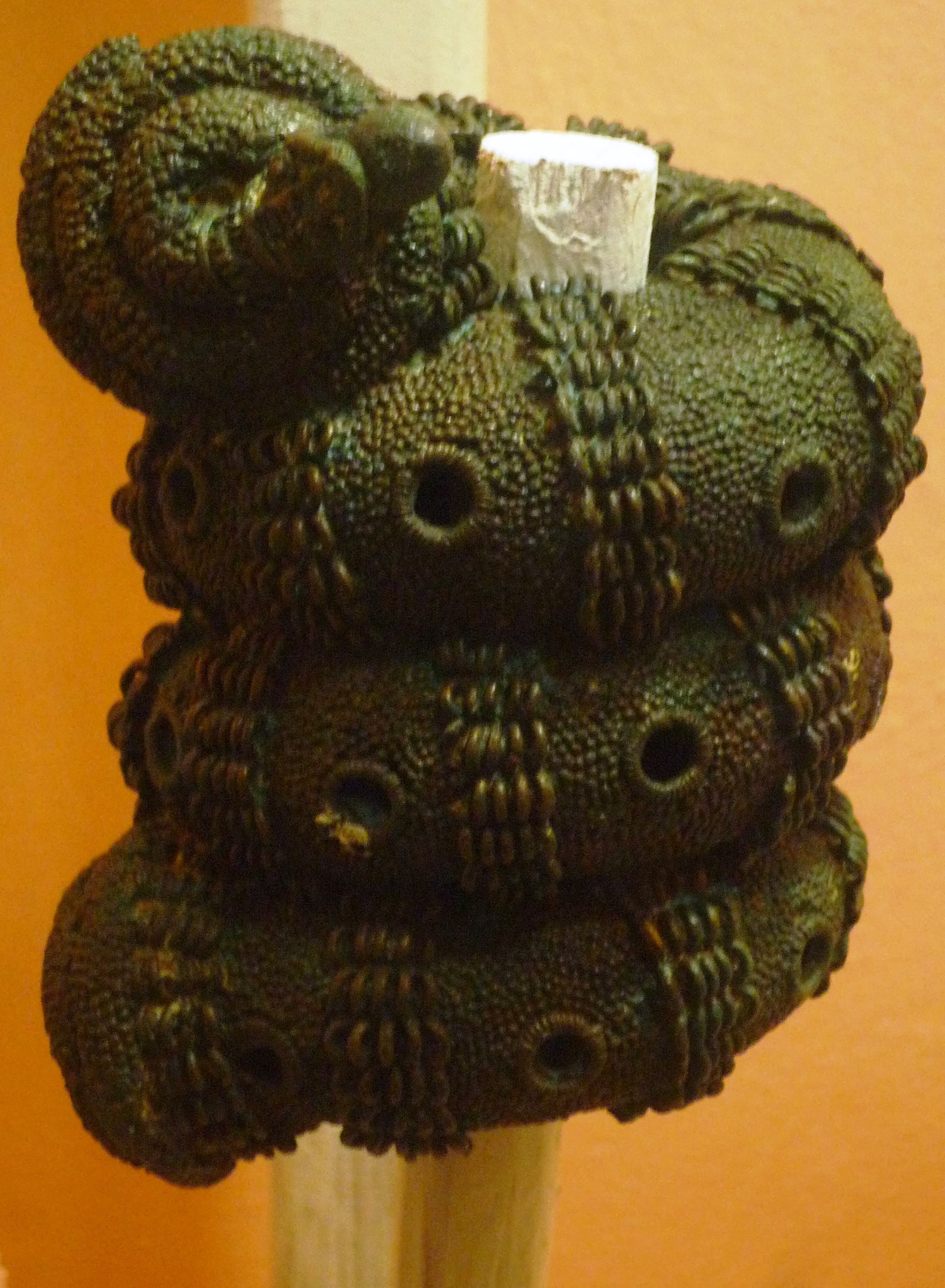
9. századi ceremoniális bot kígyót ábrázoló bronz feje (Nigéria)
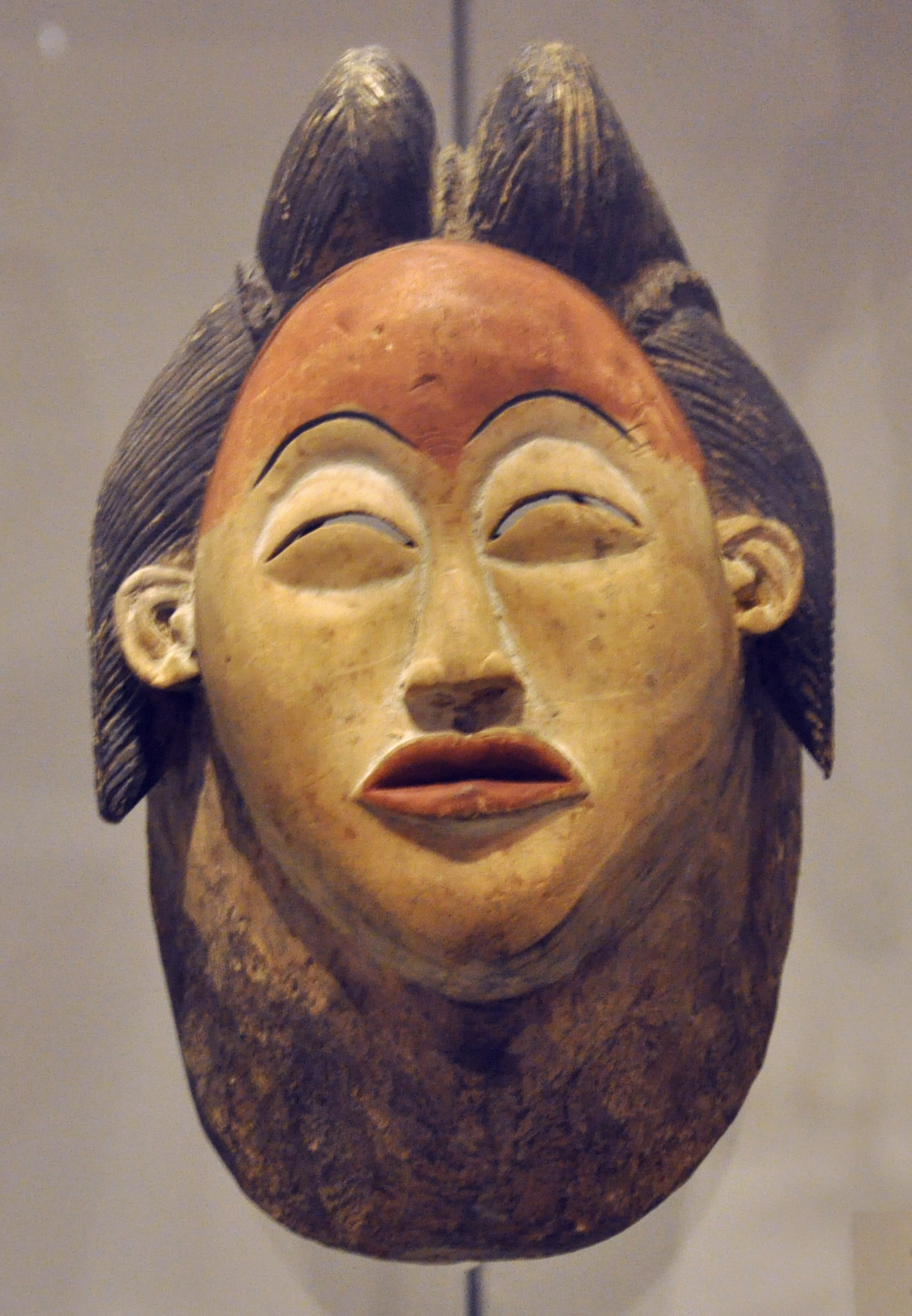
19. századi gaboni maszk

#### Óceánia
Az óceániai gyűjtemény Polinézia, Melanézia, Mikronézia, Pápua Új-Guinea és Új-Zéland területéről egyaránt bemutat fontos néprajzi tárgyakat. Ezek egy részét még James Cook és George Vancouver expedícióinak tagjai gyűjtötték. A részleg sokat köszönhet az olyan híres antropológusok munkásságának is, mint Alfred Cort Haddon, Bronisław Malinowski és Katherine Routledge.
A tárgyak nagy része a bennszülött népeknek az európaiakkal történt találkozása előtti időkből származik. Érdekes példája ennek a palaui gyűjtemény. Egy másik értékes darab az a Tahitiból származó gyászöltözet, amit Cook a második utazásán kapott. A kollekció része egy hatalmas harci kenu is, ami Vella Lavella szigetén készült a Salamon-szigeteken a legutolsó ilyen alkotások között.
Az új-zélandi gyűjteményben a maorik sok fából és pounamu kőből készült faragványa tekinthető meg. A múzeum büszkesége két húsvét-szigeti moai szobor is.

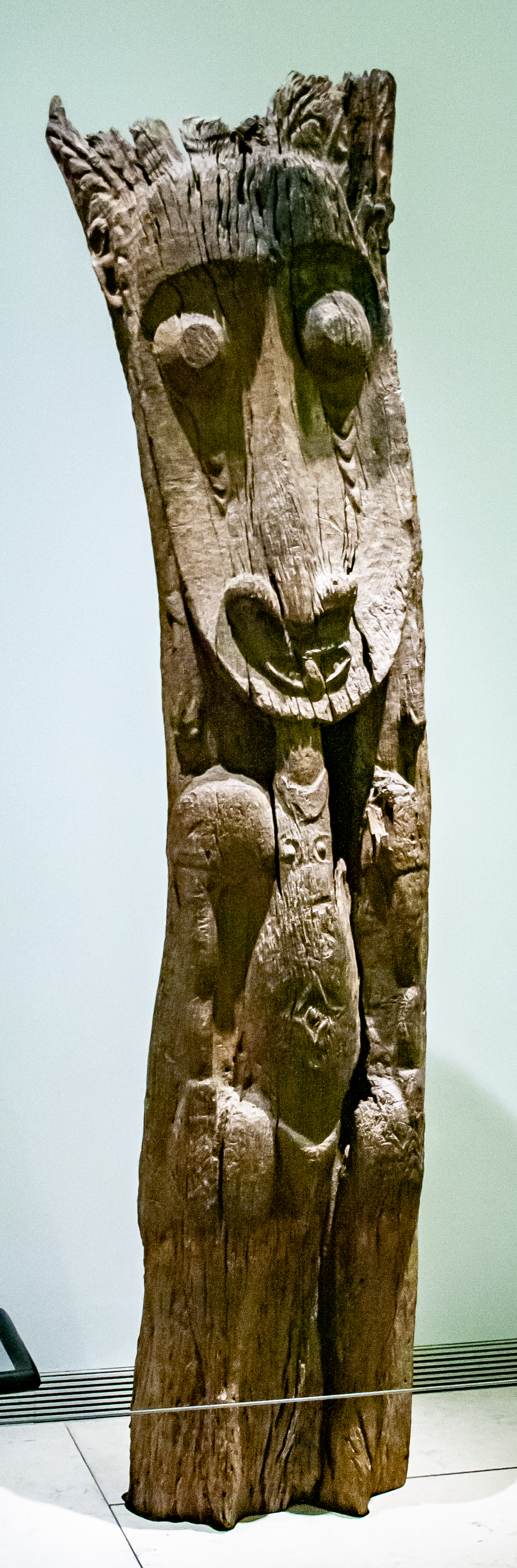
Pápua Új Guinea-i faszobor
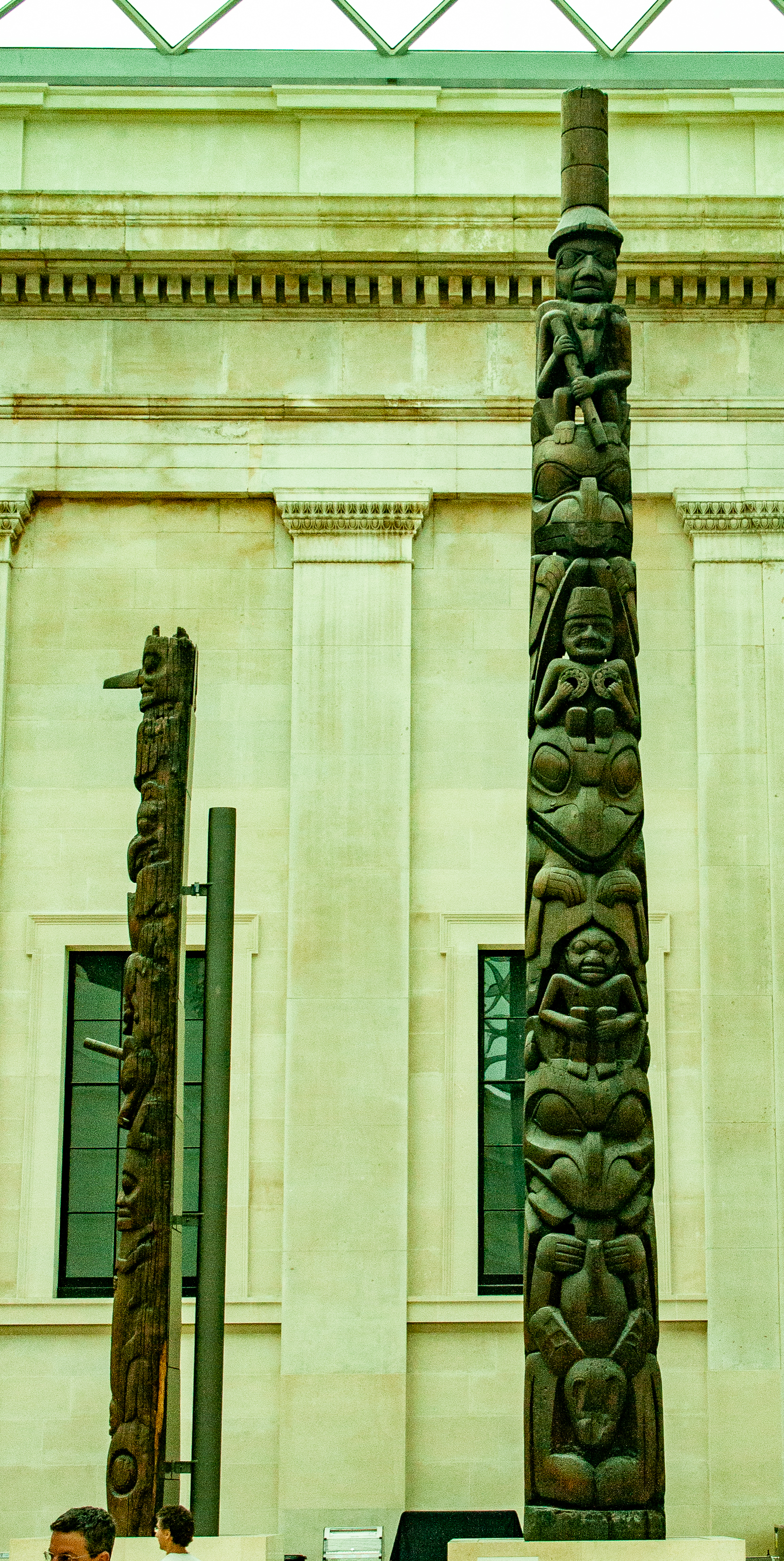
Haida totemoszlopok Brit Columbiából
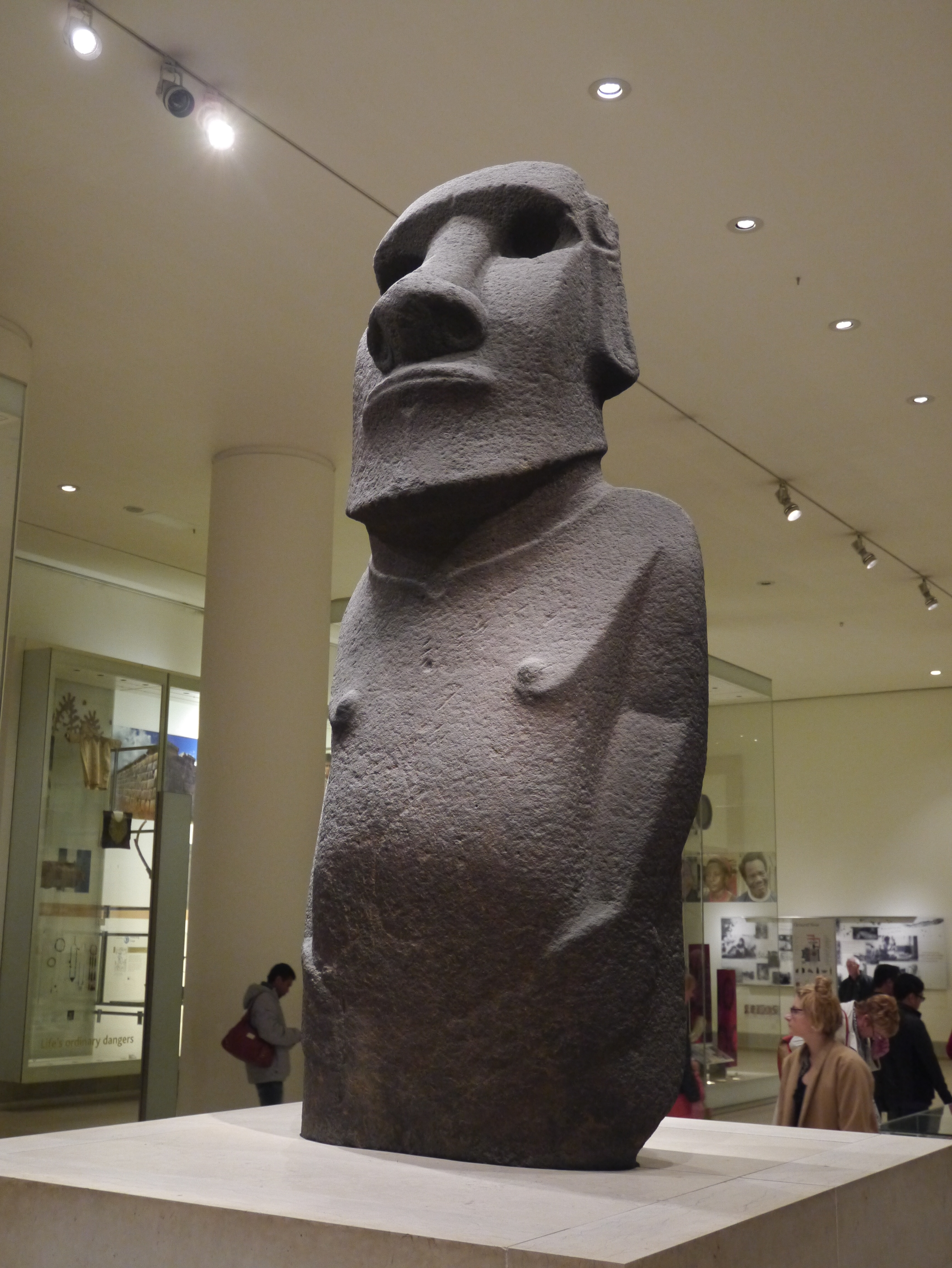
A Hoa Hakanai nevű moai a Húsvét-szigetről

#### Amerika
Az amerikai kettős kontinensről származó néprajzi anyag nagy része a 19. és 20. századból származik és átfogja a eszkimóktól Tűzföldig terjedő területet, de a prekolumbiánus művészet különböző részei, mint a paracas-kultúra, a mocsikák művészete, az Inka Birodalom, a maja civilizáció, az aztékok, a karibi taíno népnek a hagyatéka is gazdagon képviseltetik magukat. A Brit Columbia-i haida népnek a 19. században készült hatalmas totemoszlopa szinte uralja a Great Court bemutató terét.
A legértékesebb darabok közé tartoznak a prekolumbiánus kéziratok, mint a Zouche-Nuttall kódex, a maja domborművek, a különböző helyekről származó dél-amerikai múmiák és aranytárgyak.

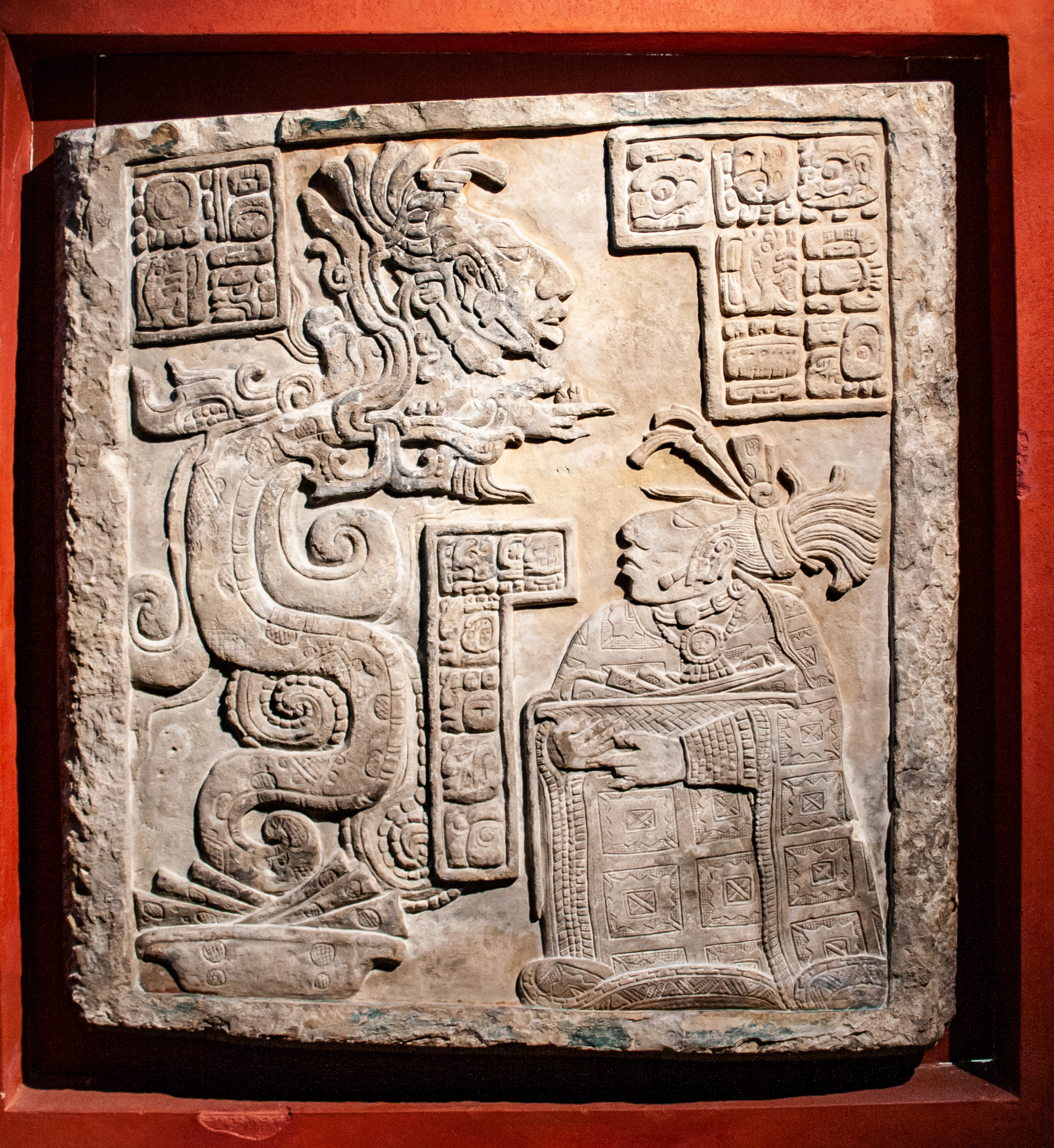
Maja dombormű
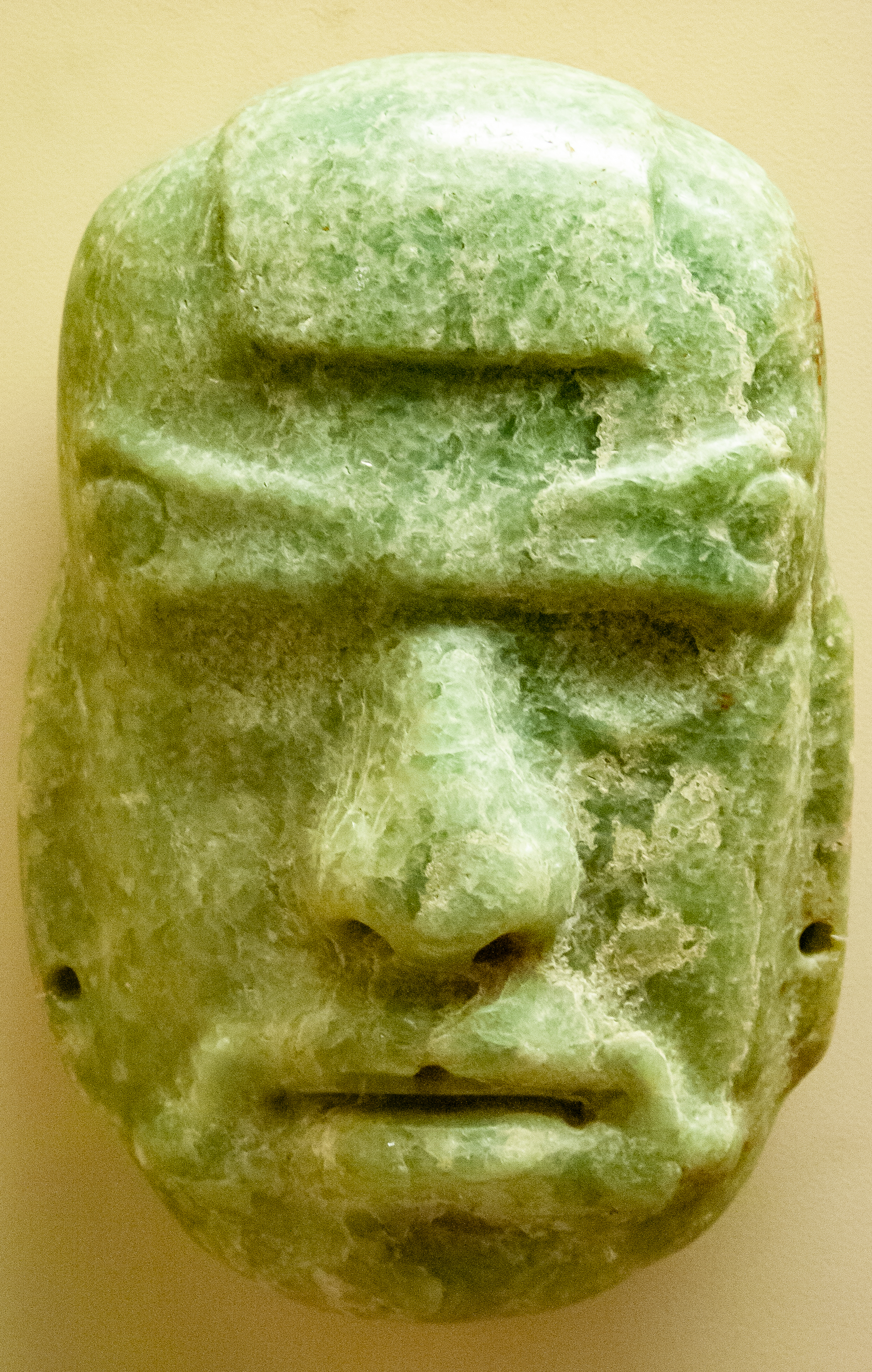
Maja jáde maszk
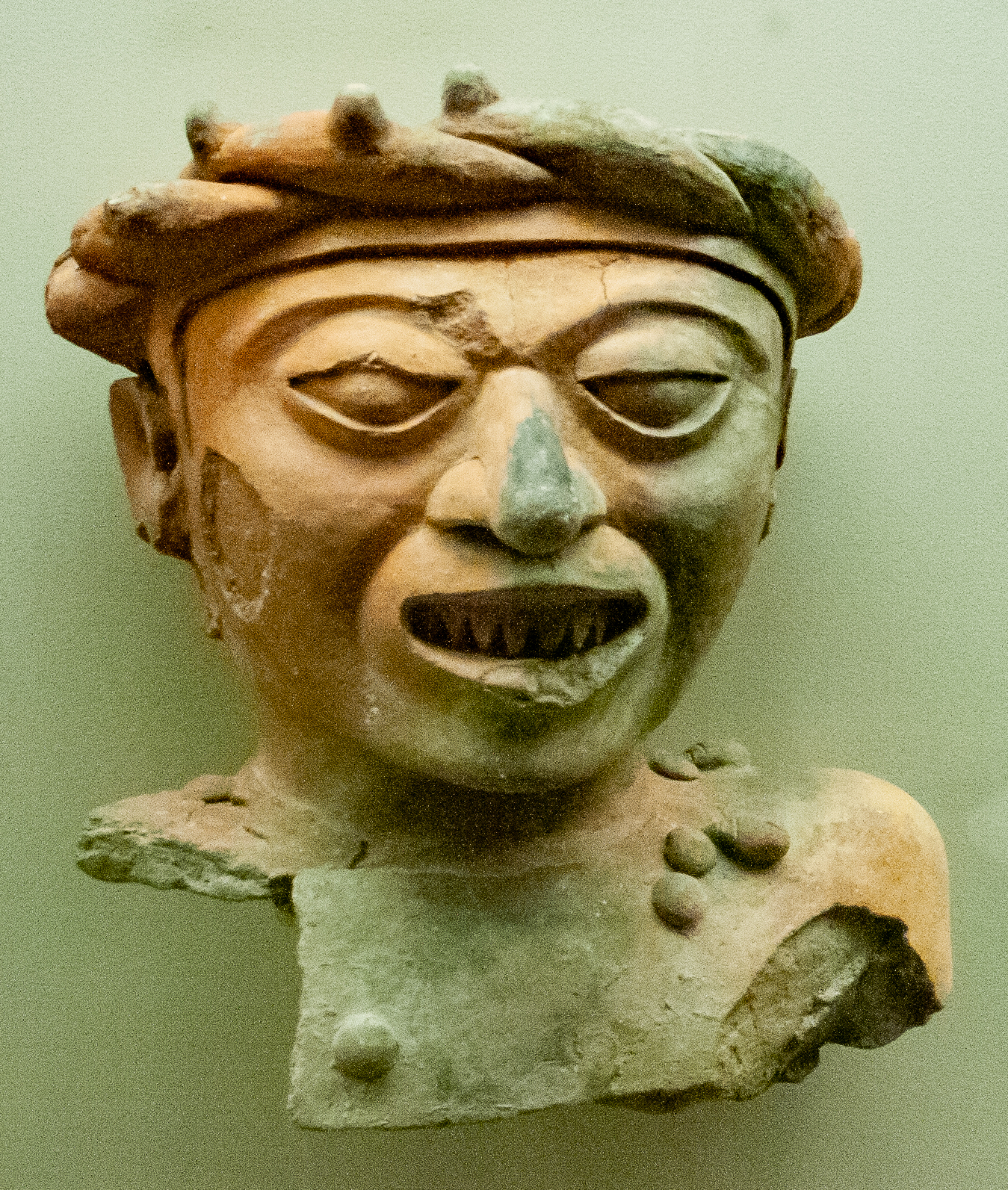
Huasztek szobor

### Numizmatika
A British Museum 1861-ben megalapozott numizmatikai gyűjteménye körülbelül egymillió érmét, medált, papírpénzt tartalmaz, az érmék használatának kezdeteitől napjainkig. Érthetően a legteljesebb a brit gyűjtemény: az Egyesült Királyságban minden kincslelet a Korona (azaz az állam) tulajdona.
A pénzek gyűjteményének 9000 darabja van állandóan kiállítva, ennek a fele egy saját galériában, a többi szerte a múzeumban a változatosság kedvéért. A nagyközönség a nem kiállított tárgyakat is megtekintheti előzetes egyeztetés alapján egy dolgozószobában.

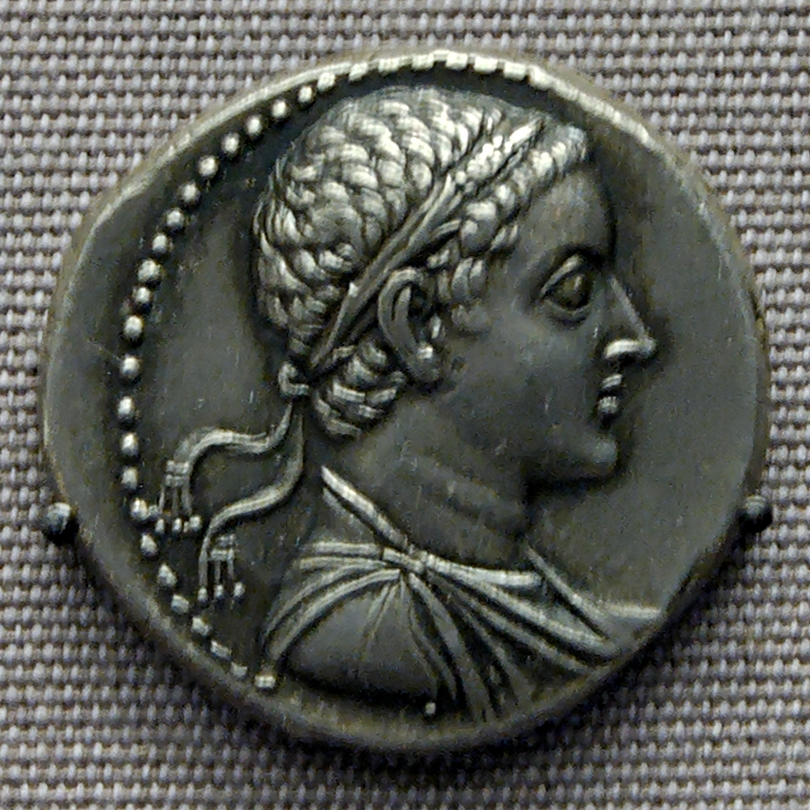
V. Ptolemaiosz tetradrachmája, i. e. 204–181
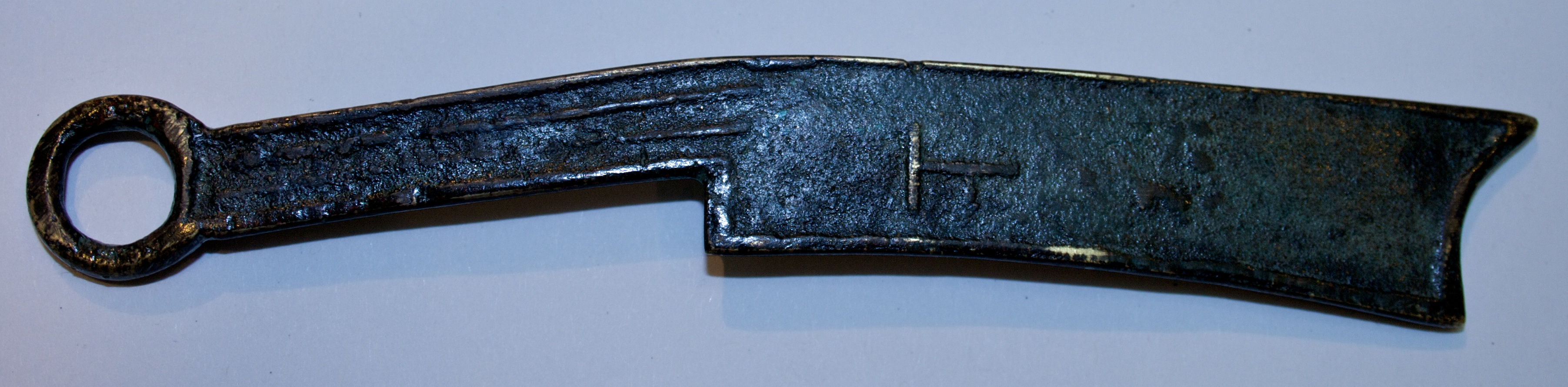
Kínai kés-pénz, i. e. 4.–3. század
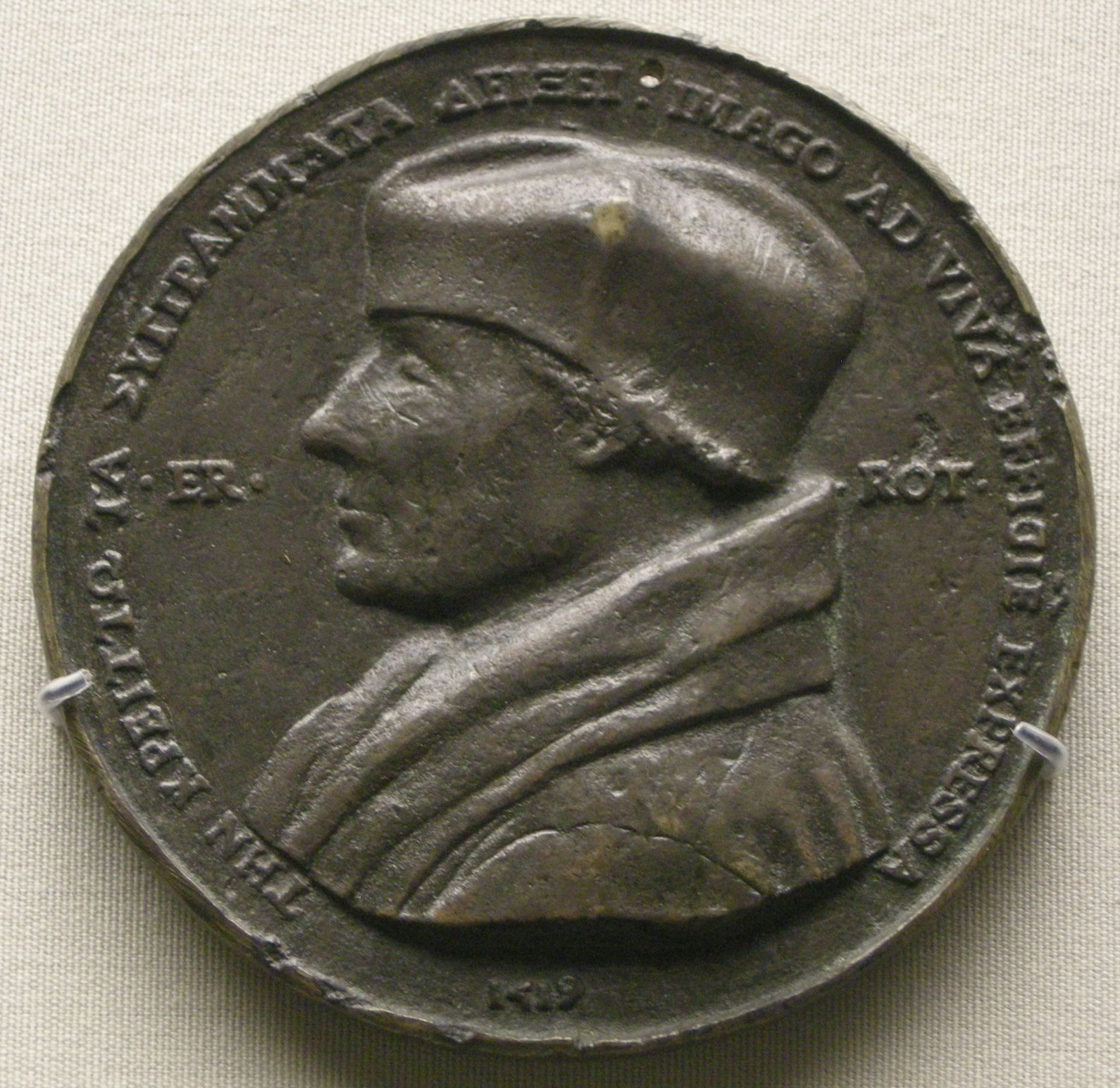
Rotterdami Erasmust ábrázoló medál, Hollandia, 16. század

### További részlegek
A gyűjtemények osztályain kívül a múzeumnak további fontos részlegei is vannak. Az 1920-as évek óta működik önállóan az állagmegóvással és kutatással foglalkozó tudományos egység.
Az 1973-ban önállóvá vált British Libraryn kívül a múzeumnak önálló szakkönyvtárai is vannak a gyűjteményekkel összefüggésben, összesen több mint 350 000 kötettel. Emellett a múzeum 1753-ig visszamenő archívumait is itt kezelik. Az egyes gyűjteményi részlegeknek is van önálló könyvtáruk és archívumuk, amik bejelentkezéses alapon szintén hozzáférhetőek a nagyközönség számára.
A múzeumnak saját kiadóvállalata is van, a British Museum Press (BMP), amely a kiállításokhoz kapcsolódóan ad ki népszerű és tudományos illusztrált munkákat. A tudományos kiadványok sorozatában évente 6–8 mű jelenik meg, ezeket mind alapos kollegiális lektorálásnak (peer review) vetik alá.

## Fordítás
- Ez a szócikk részben vagy egészben  a   British Museum című angol Wikipédia-szócikk ezen változatának fordításán alapul.  Az eredeti cikk szerkesztőit annak laptörténete sorolja fel. Ez a jelzés csupán a megfogalmazás eredetét és a szerzői jogokat jelzi, nem szolgál a cikkben szereplő információk forrásmegjelöléseként.